# Accept (groupe)
Pour les articles homonymes, voir Accept.
Accept est un groupe de heavy metal allemand, originaire de Solingen. Il est fondé par le chanteur Udo Dirkschneider et par le guitariste Michael Wagener (devenu producteur depuis). Le groupe débute sous le nom de Band X, en 1968, avant de prendre le nom d'Accept, en 1971. Il ne commence une carrière professionnelle qu'à la fin des années 1970. Le groupe se dissout et se reforme plusieurs fois ; dernièrement en 2009. Il est notamment reconnu pour avoir joué un rôle important dans l'essor du speed metal, avec leur chanson Fast as a Shark. L'album Balls to the Wall, sorti en 1983, est vu comme l'un des disques classiques de l'histoire du metal.
Du point de vue esthétique, leur musique se distingue par un style de heavy metal incisif et puissant, et par de nombreuses références à la musique classique. Le groupe a également exploré différentes possibilités stylistiques (entre autres dans le hard FM, le speed metal, le hard rock, le metal alternatif, etc.). Du point de vue des paroles, une partie importante du répertoire est marquée par des textes concernés par les questions sociales et liées aux droits de l'homme (dénonciation de l'oppression des minorités, du racisme, des préjugés, de la peine de mort, de la guerre et du militarisme, du fondamentalisme religieux ou du conformisme social...), ainsi que des thématiques alors émergentes dans la société, telles que l'écologie et certaines questions liées au genre .
Le groupe connaît un succès important au cours des années 1980. Il est généralement considéré comme la seconde figure importante du heavy metal allemand, après Scorpions, mais a également été l'objet de controverses au cours des années 1980, tour à tour accusé, sans aucun fondement, de sympathies nazies (France et Pologne), de sympathies soviétiques (États-Unis) ou d'attitudes anti-soviétiques (en URSS). Il leur est également reproché, par une frange conservatrice du public metal, les thématiques gay-friendly de certaines chansons et leur imagerie. Toutes ces controverses se dissipent et disparaissent avec le temps.

## Biographie

### Débuts (1968–1978)
« Tout a commencé avec une guitare, une guitare que j'ai achetée avec mon premier salaire en 1962. J'avais 13 ans et j'ai fait mes premiers pas avec Udo Dirkschneider dans un groupe qui deviendrait plus tard Accept. Le nom a été choisi en référence à l'album de 71 du groupe de blues britannique Chicken Shack, se souvient Michael Wagener. »

Le groupe débute sous le nom Band X en 1968, avant de prendre le nom d'Accept en 1971. Il est alors constitué de Udo Dirkschneider et du guitariste Michael Wagener. À la fin des années 1960, le groupe n'en est encore qu'à un stade embryonnaire et se contente d'« expérimenter ». Il joue son tout premier concert à Wuppertal, la ville natale de Dirkschneider. 

« Nous avons gagné 20 deutschmarks, se souvient le chanteur (l'équivalent de 10 euros actuels) et interprété trois morceaux. Je m'occupais simultanément du chant et des claviers. La sono ne fonctionnait pas très bien. Il a fallu que nous réparions des trucs en cours de concert. Mais bon, comme première expérience live, il y a pire. »

 Mais les activités du groupe sont interrompues au début des années 1970, quand Dirkschneider et Wagener sont appelés sous les drapeaux. En 1972, après le service militaire, Wagener trouve un emploi en tant qu'ingénieur électrique, au Stramp Audio de Hambourg. De son côté, Dirkschneider fait la connaissance du guitariste Gerhard Wahl et décide de relancer les activités de son groupe. Viennent s'ajouter bientôt Hansi Heitzer à la guitare et Franck Friedrich à la batterie. Glad to Be Alone est la toute première véritable chanson composée sous le nom d'Accept. La chanson figure plus tard sur leur premier album. « C'était longtemps avant que nous n'enregistrions notre premier disque, se rappelle Dirkschneider, Peter Baltes et Wolf Hoffmann ne faisaient pas encore partie du groupe, c'est dire… »
En 1975, le bassiste Dieter Rubach rejoint le groupe mais le quitte cette même année. Plus tard, il se joindra à nouveau à Dirkschneider au sein du groupe U.D.O. en 1987. Durant ses premières années, le groupe répète des standards de l’époque à Solingen en Allemagne. En 1976, le groupe est repéré par les organisateurs du festival Rock Am Rhein (cette même année Michael Wagener quitte le groupe pour une carrière de producteur). Ces derniers invitent Accept à jouer durant le festival. C'est cette même année que Wolf Hoffmann rejoint le groupe en tant que second guitariste.

« J’avais seize ans quand j’ai rejoint Accept, se rappelle le guitariste. Je n’avais jamais joué dans un groupe sérieux auparavant. Ma première performance publique a eu lieu en 1976 dans notre ville natale de Solingen. Je me sentais très nerveux, et rien que le fait d’assurer le concert en entier me paraissait un exploit ! Je ne me souviens plus de la setlist, mais je pense que certains morceaux joués ce soir-là apparaissent sur notre premier album qui renferme de nombreux titres écrits à cette époque. »

Le bassiste Peter Baltes (ex-Pythagoras) rejoint le groupe aussi à cette époque. Gerhard Wahl prendra la place de Wagener en tant que second guitariste. Jörg Fischer (de Frenzy) vient prendre la place de Wahl par la suite. Le groupe donne ses premiers concerts dans la région en 1977 et décroche un contrat avec le label allemand Metronome de Hambourg, l'année suivante,.

### Premiers albums (1979–1982)
Les deux premiers albums du groupe sortent respectivement en 1979 et 1980, mais tous deux sont publiés confusément sous le titre Accept et avec de nombreuses variantes de couvertures. Le premier est « souvent appelé Lady Lou », écrit Hervé Picart, « tant pour le titre qui porte ce nom que pour la ravissante à la tronçonneuse qui orne la pochette ». Le second est parfois dénommé d'après son titre d'ouverture I'm a Rebel.

#### Accept(Lady Lou) etI'm a Rebel(1979)
Le premier album est enregistré à la fin de l'année 1978, (de septembre à décembre). Peu de temps après l'enregistrement, le batteur Franck Friedrich les quitte. Il est remplacé par un ami du groupe Stefan Kaufmann également originaire de Soligen. Le disque sort début 1979. Ce premier album reprend des chansons qu'ils jouaient depuis des années déjà. Sur deux chansons de cet album, Sounds of War et Seawind, le bassiste Peter Baltes prend la place de Udo au chant. En ce qui concerne la qualité des chansons, Weitzmann estime que cet album ne met pas encore en valeur toutes les possibilités du groupe : « Dû au fait d'une production faible, ce disque montre un groupe encore hésitant, surtout au niveau des compositions, mais certains morceaux tels que Tired of Me, Glad to be Alone ou le fulgurant That's Rock'n'Roll dénotent une virulence indéniable ». Hervé Picart rejoint plus ou moins cette analyse. Selon lui, « si un morceau comme That's Rock n'Roll y atteste qu'Accept possède déjà une énorme énergie, ce disque à la production un peu fruste n'impose pas vraiment un groupe encore raide et n'allant pas au bout de ses possibilités, tant pour la voix éraillée d'Udo que pour les duels de guitare. » À la suite de la parution du disque, le groupe entame une tournée à travers l'Allemagne pour promouvoir l'album. 

« Le groupe, écrit Picart, put décrocher quelques premières parties intéressantes, mais les choses restent longtemps difficiles pour lui car l'Allemagne de 1979 se passionnant davantage pour une new wave spectrale que pour le hard rock, Accept tombait à un mauvais moment. Cela ne fit que lui donner davantage de hargne et cette année d'adversité contribua à le faire mûrir, à radicaliser ses riffs. Udo, souvent amené à s'imposer dans des conditions difficiles, força sa voix qui devint ce rugissement indescriptible que nous connaissons à présent. »

En octobre 1979, ils retournent en studio pour enregistrer leur deuxième album : I'm a Rebel, produit par Dirk Steffens. La chanson titre a été à l'origine écrite en 1976 pour le groupe australien AC/DC, par Alexander Young (sous le pseudonyme de George Alexander),, : 

« Nous avons eu vent de ce morceau, explique Hoffmann, par le biais de notre éditeur à Hambourg. Elle est écrite par Alex Young, un des frères de Malcolm et Angus de AC/DC. Ils n'ont jamais sorti la chanson mais nous avions une cassette démo avec Bon Scott au chant. J'aimerais remettre la main sur cette cassette, mais je crains de l'avoir égarée par inadvertance après toutes ces années. »

 Ils réalisent leur premier clip pour cette chanson. Weitzmann et Picart estiment que cet album fait ressortir d'incontestables progrès,. Comme le remarque ce dernier : 

« Les compositions y sont plus denses, plus acharnées. On retrouve dans Accept ce concentré de fureur qui fit l'excellence des meilleurs albums d'AC/DC. La voix d'Udo s'exprime cette fois à plein et les passes d'armes de Wolf et Jörg montrent davantage de brio, de fièvre et de mise au point. La personnalité musicale du groupe commence à se dessiner, et s'oriente vers un heavy rock au martèlement régulier, tenacement scandé[…]. Quelques récréations plus mélodiques signalent toutefois, à l'instar de China Lady, que l'on se situe dans la patrie des Scorpions. »

C'est leur premier disque à franchir les frontières allemandes et à être distribué en Grande-Bretagne et aux États-Unis. Leur champ d'activité s'élargit, le groupe a l'occasion de jouer notamment en Hollande et en Belgique. Picart observe toutefois que « malgré la qualité de son second album, le groupe continuait à végéter ». Rétrospectivement, le groupe reste peu satisfait de ces deux disques. Wolf Hoffmann, le guitariste remarque à ce propos : « Le premier album était en fait une compilation des morceaux que l'on avait joués des années auparavant, si bien que l'album tout en étant heavy, partait dans des directions diverses. Le deuxième album était plus professionnel. Cependant pour nous il représente un temps mort dans notre évolution et un pas pris dans la mauvaise direction. »

#### BreakeretRestless and Wild(1981–1982)
À la suite des tentatives commerciales infructueuses de l'album précédent, le groupe décide de ne plus se « laisser influencer musicalement par qui que ce soit d'extérieur au groupe ». En 1981, il enregistre Breaker (mixé par Michael Wagener). Dirkschneider considère que Breaker fait partie des meilleurs albums d'Accept et marque le début de l'ère la plus glorieuse du groupe. Hervé Picart parle de « chef-d'œuvre » à propos de cet album : 

« Cette fois, à côté des lancinantes pièces aux riffs à la Space Invaders, la machinerie Accept s'emballe pour de bon. On ne sait qui a versé du méthylène dans son réservoir, mais le fait est que le groupe se débride et passe au travers des murs. Starlight, Breaker, Son of a Bitch (qui connaîtra d'ailleurs quelques problèmes de censure, les paroles d'Accept n'étant pas vraiment du Chantal Goya), autant de pièces d'artillerie lourde qui vont devenir des classiques du groupe. Mais le titre qui semble le plus révélateur s'avère Burning, car l'on y sent que nos Germains manifestent à présent sans retenir un tempérament incendiaire. »

 Accept connaît ses premiers succès et se lance dans une tournée européenne. C’est aussi l’année où le groupe engage Gaby Hauke comme manager. Celle-ci fut l'une des premières et des rares manageuses dans le rock. Comme le soulignait rétrospectivement Mad Scott, en 1986, l'efficacité et l'autorité, dont elle fera preuve, contribueront largement à leur succès par la suite. Eu égard aux fans, elle exigeait systématiquement des organisateurs de concert que « les prix soient les plus bas possibles ». À la sortie de Breaker, cette dernière leur permet d'assurer la première partie de Judas Priest en Angleterre et en Allemagne. Ce qui pour le jeune groupe, constitue une occasion de rêve. Mais la tournée s'avéra difficile pour le groupe en raison du manque de soutien de la maison de disques, c'est le groupe lui-même qui a dû payer de sa poche, : « Ce fut une expérience étrange et un sale coup de notre maison de disques. Personne ne nous connaissait là-bas et les kids nous regardaient assis en attendant Judas. On n'a pas eu de promotion, aucune facilité, la maison de disques s'en foutait. »

« On était sans un rond et on mourait littéralement de faim la plupart du temps, se rappelle Hoffmann. C'était une tournée autofinancée sans le moindre soutien de label. Alors il nous arrivait à l'occasion de nous faufiler dans les vestiaires de Judas Priest et de piquer quelques trucs sur leurs plateaux de traiteur. Un jour on s'est fait prendre par leur manager de tournée et on s'est fait virer de la pièce, ah! La tournée fut quand même une expérience super qui nous a ouvert les yeux, c'était notre première tournée avec un « vrai » groupe. Bien sûr, on voulait faire exactement comme eux et les albums suivants ont été marqués par quelques influences de Judas Priest,. »

Juste après la tournée en Angleterre, Jörg Fischer quitte le groupe. Hoffmann en explique les circonstances dans une interview accordée au magazine britannique Kerrang!. Selon lui, c'était surtout un problème d'ordre personnel, plus qu'artistique. Il explique que le groupe est un peu comme une "unité soudée" où chacun se donne à 100 %, "si quelqu'un décide qu'il ne peut plus tout donner, alors l'unité se rompt. C'est ce qui s'est passé avec Jörg et nous avons donc décidé, en tant que groupe, qu'il devait partir.". Fischer quitte donc le groupe avant même qu'ils aient commencé à enregistrer l’album suivant. Le groupe, exigeant sur la qualité du guitariste, mettra longtemps avant de pouvoir trouver un remplaçant. Selon Hoffmann, une trentaine de personnes ont été auditionnées, mais aucun ne semblait vraiment convenir.

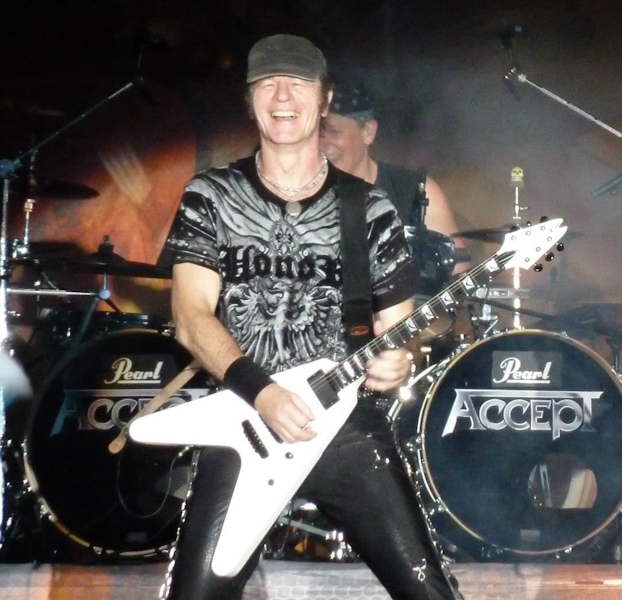
Herman Frank remplace Jörg Fisher en 1982. Il officie en tant que deuxième guitariste jusqu'en 1984, puis en 2005, et enfin depuis la reformation du groupe en 2009.

C'est durant l'année 1982, parallèlement aux recherches d'un remplaçant pour Fischer, que le groupe commence à travailler sur le successeur de Breaker. Pour ce faire, ils font appel à un vieil ami, ancien membre d’Accept, Jan Koemmet,, pour travailler sur les ébauches de chansons et pour les aider à trouver le feeling et l’état d’esprit souhaité. Ces ébauches sont encore assez différentes du résultat final. Les couplets ont entre-temps, été remaniés, les soli altérés et les paroles d'une des chansons (qui deviendra plus tard Get Ready) complètement réécrites. Quelques semaines plus tard, le groupe enregistre le quatrième album qui s'intitulera Restless and Wild - album produit par Michael Wagener, ancien guitariste du groupe. Ils trouvent finalement un guitariste remplaçant idéal en la personne de Herman Frank,. Hoffmann l'a repéré lors d'un petit concert dans la région de Nuremberg. Il lui propose de faire quelques essais. Le courant passe bien au niveau personnel et le groupe lui propose la place de guitariste. Mais le nouveau guitariste, encore peu rôdé à la musique du groupe, ne participe que très peu à l'enregistrement du disque. C'est essentiellement Hoffmann qui se charge de l'enregistrement des parties de guitare. Selon Hoffmann, l'« alchimie » avec le nouveau guitariste ne fut jamais vraiment totale : 

« Lorsque Jörg a quitté le groupe en 1982, cela nous a posé de sérieux problèmes pour un bout de temps. Hermann était le mieux à même de le remplacer bien qu'il ne se soit jamais complètement converti à la base même de la musique. On a passé de bons moments ensemble, mais jamais on n'a pu traiter d'égal à égal en ce qui concerne les parties de guitare. »

Avant même sa sortie, l'album acquiert une renommée underground du fait de la circulation de milliers de cassettes bootleg quelques mois avant sa mise en vente. L’album a beaucoup de succès notamment grâce aux chansons Fast as a Shark (chanson généralement considérée comme l'un des premiers morceaux de speed metal,) et Princess of the Dawn. Picart considère cet album comme décisif dans la carrière du groupe. Il décrit ainsi l'album comme un parfait mélange de « speed hystérique […] et de heavy flibustier ». Le disque achève donc de propulser le groupe « au premier rang des espoirs majeurs » de la scène metal de l'époque. Pour la promotion de l'album, Dirkschneider « modifie son look, taille ses cheveux longs pour une coupe plus austère et adopte une allure paramilitaire » - attitude qui, selon Picart, « achève d'imposer Dirkschneider comme une figure essentielle du heavy des années 1980. »

La critique, à la sortie de l'album est élogieuse. Enfer Magazine écrit : 

« Que dire de cet album, sinon qu'il porte bien son titre, il est réellement « remuant et sauvage. » Tous les morceaux tel le premier, sont écrits sur un tempo rapide mis à part Shake Your Heads, Neon Nights, et Princess of the Dawn, qui sont plutôt lents et lourds mais qui vous aplatissent tout autant. À noter, également, que Don't Go Stealing My Soul Away sonne très AC/DC, tout comme Midnight Highway sur Breaker. Restless and Wild est indispensable à tous les fans de JUDAS et de SAXON. »

 La sociologue américaine et spécialiste du heavy metal, Deena Weinstein, compte également ce disque parmi les cent albums de metal les plus référentiels.

### Succès (1983-1986)

#### Balls to the Wall(1983)
En 1983, juste après la tournée, Accept enregistre un autre album, Balls to the Wall (mixé par Michael Wagener). La chronique d'un des magazines français de l'époque, Metal Attack, est élogieuse : 

« Difficile de trouver des formules pour parler de Balls to the Wall. À cause d'une raison très simple: Rien dans la musique d'Accept n'est fondamentalement original. Et pourtant…et pourtant, cet album est fondamentalement fabuleux ! Comment expliquer ce miracle.[…] Un mot peut aider à comprendre, et ce mot est magie… ou si vous préférez génie pour transfigurer ce qu'on croyait rabâché un milliard de fois en un son neuf. Écoutez bien Balls to the Wall, le morceau titre : jamais encore aucun groupe n'avait porté à ce paroxysme impitoyable le caractère d'hymne guerrier du metal. Une violence, une puissance, une incandescence, qui se poursuit sur London Leather Boys avec une intensité qui ne se dément pas un instant.[…] Accept n'est pas un nouveau Led Zep ou Deep Purple, mais un héritier qui a su assimiler tout ce que lui ont légué ses aînés pour se frayer sa propre voix royale. »

À partir de cet album, les textes seront signés par un mystérieux parolier attitré, Deaffy, dont on ignorera longtemps l'identité, jusqu'à ce que le voile soit levé à la fin des années 1990, sur le site web du guitariste. Il s'agit de Gaby Hauke (manager du groupe et épouse de Wolf Hoffmann). Lors d’un concert de Noël, Jörg Fischer rencontre le groupe qui lui propose de réintégrer les rangs. En 1984, Fischer réintègre Accept alors que le groupe achève sa tournée avec notamment un concert tonitruant aux Monsters Of Rock Allemand pour clore celle-ci. En fin d’année, Accept entre en studio avec le producteur Dieter Dierks (qui avait déjà travaillé avec Scorpions) pour un album qui est annoncé comme novateur.

#### Metal HeartetKaizoku-Ban(1985)
En 1985, Metal Heart sort et s'avère effectivement novateur. On y remarque l'apport de synthétiseurs et de parties où le groupe reprend des morceaux de musique classique comme la Marche slave de Tchaïkovski (pour l'intro) et La Lettre à Élise de Beethoven (pour le solo), dans le morceau Metal Heart). Accept fait une grande tournée mondiale et décroche le gros lot au Japon. L'album se caractérise par une tentative prudente vers une plus grande accessibilité, et place une certaine emphase sur l'accroche et la mélodie. Malgré son léger adoucissement, cet album est généralement considéré comme un des meilleurs du groupe au côté des albums Balls to the Wall, Restless and Wild et Breaker. Il rencontre un grand succès dès sa sortie. Les chroniques des revues spécialisées de l'époque sont élogieuses. Jean-François Bouquet de Metal Attack, par exemple, chroniquait l'album en ces termes : 

« Est-il possible que l'album de l'année 1985 soit celui-ci ? En tout cas, Metal Heart s'impose comme un sacré disque. Nous savions tous depuis longtemps, qu'Accept est un excellent groupe, mais là… attention ! Dieter Dierks, producteur génial, a mis son talent au service d'un des groupes de metal les plus doués. Lorsque je suis allé à Cologne, en compagnie de Zégut, pour écouter cet album, je ne savais ce qui m'attendait: Une grande claque ! […] Udo et sa bande signent, là, un album dont on n'a pas fini de dire du bien ! […] Wolf Hoffmann, […] nous a expliqué à quel point ils avaient soigné Metal Heart, même au niveau de la pochette […] Accept veut faire de ce nouvel album une bombe. […] Metal Heart, un cœur de metal qui n'a pas fini de battre dans celui des hardos. »

De la tournée, est tiré un mini-live, Kaizoku Ban, destiné au public japonais. Hoffmann explique les circonstances qui les ont amenés à sortir ce disque : « Notre Label japonais avait besoin d'un produit live pour son marché intérieur. Ils nous ont envoyé un vingt-quatre pistes mobile qui enregistre deux concerts à Nagoya. Cela ne nous paraissait pas vraiment sérieux. En écoutant les bandes, nous nous sommes ensuite aperçus qu'elles étaient bonnes. » Le titre Kaizoku-Ban, signifie bootleg en japonais. Le disque avait été conçu à l'origine comme un pirate officieux. Baltes remarque rétrospectivement : 

« Kaizoku-Ban a constitué une excellente expérience. La plupart des albums en public sont bourrés de dubs, de réenregistrements. La première fois que nous l'avons écouté, nous avons été surpris : il était bon, sans même le trafiquer. Aujourd'hui, nous savons que nous sommes capables de faire un live qui tient la route. C'est plutôt agréable comme sensation. »

 Cette même année, le groupe sort un album Best of, Hungry Years, proposant de nouveaux remixes de chansons issues des albums I'm a Rebel, Breaker et Restless and Wild.

#### Russian Roulette(1986)
En 1985, le groupe entreprend l'enregistrement d'un nouvel album qui sortira au début de l'année 1986. Après avoir tenté une approche plus commerciale avec Metal Heart, le groupe, peu satisfait, ressent le besoin de revenir à un son plus agressif, plus proche de Balls to the Wall avec leur nouvel album Russian Roulette. Hoffmann explique : 

« Pour bien sentir l'évolution, il faut se reporter à Balls to the Wall. Cet album abordait les mêmes sujets que Russian Roulette, d'une façon très agressive. Nous avons voulu faire ensuite un disque moins direct, avec Metal Heart. Pour être tout à fait honnête, je crois que nous pensions que les Américains recevraient mieux un album plus doux que Balls. Nous avons donc essayé, mais le résultat ne nous a pas comblés. Alors, nous sommes revenus à ce que nous ressentons réellement. […] Cela ne veut pas dire que l'album est meilleur que Metal Heart. Cela signifie seulement qu'il nous ressemble plus. »

Ce disque sort à un moment où le groupe est à l'apogée de sa popularité. L'album fut très bien reçu à l'époque, et entre même directement à la dixième place dans les charts allemands. En France, la critique est élogieuse, en témoigne la chronique d'Enfer magazine en 1986 : 

« Si le barillet est plein, la roulette russe devient un jeu dangereux. Et Accept est devenu un groupe dangereux. Dangereusement bon. […] Mélange subtilement dosé de pêche ravageuse et d'harmonies convaincantes. […] Dix morceaux percutants construits, que les germains vous balancent sur le museau avec talent. Et, en plus, c'est varié : du tempo lourd de TV Wars, on passe au hit single Monster Man. Après le crescendo oppressant de Russian Roulette […] on arrive à la pseudo-ballade (allez danser là-dessus !) : It's Hard to Find a Way. Et puis pas de descriptif. Écoutez tout parce que tout est bon. Retenez simplement l'aplatissant et complexe Heaven is Hell, le riff purpelien de Man Enough to Cry et le rythme un peu déglingué de Stand Tight. En passant, un mot des guitaristes qui glissent vers un lyrisme tantôt exalté, tantôt désespéré, Wolf Hoffmann a fait des progrès assez extraordinaires. S'il n'est pas encore un génie du manche, il sait quand même lui transmettre les mouvements de son âme et c'est parfois beau à en pleurer. Une grande réussite. »

Le groupe entreprend une gigantesque tournée mondiale comprenant des dates en Grande-Bretagne avec le groupe Dokken (et UFO lors de leur passage en Allemagne). Le show marque notamment les mémoires pour la chorégraphie provocatrice durant la chanson antimilitariste Russian Roulette, où les musiciens, habillés en militaires, exécutent une marche au pas de l'oie, en jouant de leurs instruments. Au cours de la tournée, Baltes, Hoffmann et Gaby Hauke décident de vivre aux États-Unis : « Je suis parti là-bas », explique Baltes 

« […] car la plupart du business se trouve aux États-Unis. Nous passions désormais plus de temps là-bas qu'en Allemagne! Les tournées US sont plus longues, il y a des tas de studios pour bosser et il faut reconnaître que les gens sont plus cool aux States. C'est incontestablement le pays de la musique et c'est une sorte de paradis pour un musicien. »

### Nouveau tournant (1987–1989)

#### Changement d'orientation et de personnel (1987–1988)
Au cours de l'année 1987, le groupe fait part de son envie d'explorer de nouvelles approches stylistiques inspirées par le hard FM américain. Selon Dirskschneider, cette volonté d'explorer une approche plus "commerciale" aurait été fortement "influencée" en amont par de nombreux "conseillers" de la maison de disque entourant le groupe à l'époque. La maison de disque, explique le chanteur, leur aurait fortement suggéré de chercher à percer plus en avant le marché américain et, pour ce faire, il serait préférable d'avoir un chanteur qui sonne "plus américain". Dirkschneider ne se sentant pas capable d'assurer des parties vocales appropriées à ce genre, préfère partir pour fonder son propre groupe U.D.O.. Peter Baltes en évoque les circonstances : 

« Après la fin de la tournée japonaise durant l'été 86, nous avons composé de nouveaux morceaux puis nous nous sommes rendus compte qu'ils ne convenaient pas à Udo. On s'est tous réunis. Udo nous a dit qu'il ne pouvait pas chanter nos nouvelles compositions. Nous avons donc décidé de nous séparer pour que chacun puisse faire son truc. »

 Le chanteur explique les raisons de son départ : 

« Le problème remonte à la période Metal Heart, pour être précis. Chacun a pu noter une orientation plus mélodique chez Accept. Le groupe voulait à tout prix composer des titres plus FM. Cela posait un grave problème en soi : j'ai ma voix et je ne peux en changer. Je ne pouvais pas me limiter à du matériel trop léger. Il me fallait du vrai heavy, quelque chose d'agressif qui corresponde à mon timbre. C'est un problème vocal : je ne peux chanter que sur du hard avec juste un peu de mélodie, pas trop, comme c'était en train de le devenir. »

Pour l'aider à lancer sa carrière solo, le reste d'Accept et la parolière Deaffy lui proposent un album entièrement écrit, Animal House, composé de chansons d'Accept qui avaient été originellement enregistrées en démo, mais jugées trop agressives pour un successeur de Russian Roulette. « C'était notre cadeau pour Udo » explique Hoffmann, « pour lui donner un bon départ dans sa carrière solo ». À la suite de son départ, Rob Armitage, ex-chanteur de Baby Tuckoo est engagé par le groupe comme nouveau chanteur. Mais le groupe jugea que le chanteur « n'avait pas assez de personnalité pour s'intégrer au groupe et la collaboration n'a pas duré ». Le groupe est reparti à la recherche d'un nouveau chanteur au cours de l'année 1988. Le groupe sollicitera, pour ce faire, les services d'« une agence à Los Angeles qui s'est spécialisée dans la recherche de musiciens. » L'agence récolte « les cassettes et tous les contacts de musiciens à la recherche d'un groupe et les envoie dès qu'un groupe a besoin de quelqu'un ». Le groupe arrête finalement son choix sur une cassette du chanteur américain David Reece (ex-Dare Force). L'agence est tenue par Lucy Forbes, une amie du chanteur, qui la met en relation avec le groupe. 

« Celle-ci, explique le chanteur, connaissait Dieter Dierks le producteur. J'ai enregistré quelques démos avec Mitch Perry, il les a écoutées et m'a demandé de passer une audition pour Accept et le reste c'est de l'histoire! »

Le groupe est enthousiasmé par la voix du chanteur : « On est parti au Japon pour faire des essais en studio, se souvient Baltes, et nous avons immédiatement réalisé qu'il était l'homme qu'il nous fallait. Il a une voix fantastique et c'est un personnage hors du commun. » Cependant Hoffmann remarque rétrospectivement que si le chanteur correspondait alors à leurs attentes artistiques, cela n'a, en revanche, jamais vraiment fonctionné au niveau personnel. C'est également à cette époque que Jörg Fisher quitte le groupe. Comme l'explique Baltes : 

« Juste avant de débuter l'enregistrement de l'album, nous étions tous très excités à l'idée de travailler avec Dave et refaire un album différent ensemble, mais Jörg semblait peu enthousiaste. Il n'avait pas vraiment envie de bosser et il apparut qu'il devenait presque un boulet pour Accept. Il nous stoppait dans notre lancée et nous avons décidé de nous séparer de lui. »

#### Eat the Heat(1989)
Entre l'été 1988 et le début 1989, le groupe peaufine de nouvelles chansons. En recevant la démo, Dieter Dierks est émerveillé et décide de produire l’album. Mais sa réalisation prend beaucoup de temps, car le groupe voulait réaliser « l'album ultime d'Accept, pas seulement un de plus ». À l'arrivée du nouveau chanteur, une grande partie de l'écriture de l'album est déjà finie au niveau instrumental et mélodique. Reece apportera, malgré tout, sa contribution en complétant ou en modifiant certains arrangements vocaux et en proposant certaines idées mélodiques pour le chant. Finalement, le groupe est très satisfait de l'album et prêt à partir sur les routes. Le guitariste londonien Jim Stacey (ex-Breakpoint) rejoint le groupe à ce moment, prenant la place de Fisher. Il a été contacté par Gaby Hauke le manager, après lui avoir envoyé une cassette. Mais il est recruté tardivement après l'enregistrement de l'album. Le guitariste apparaît malgré tout sur les photos de l'album. C'est donc Hoffmann, comme souvent auparavant, qui a assuré l'enregistrement de toutes les parties de guitares.

L'album s'avère très différent du style de musique pour lequel le groupe s'était fait connaître, tant au niveau de la composition, de la production que du style de chant. La musique se tourne vers un style de hard FM américain proche de la musique de Bon Jovi. La presse de l'époque ne manque pas de souligner qu'un tel album risque de dérouter les anciens fans du groupe. Mais le groupe reste confiant : 

« Au bout de 6 ou 7 ans, je crois qu'il est stupide d'essayer de refaire ce que tu as fait auparavant, explique Baltes, tu tournes très vite en rond. Cela devient ennuyeux et tu lasses ton public si tu n'évolues pas. Il est évident que Eat the Heat marque un tournant dans la carrière d'Accept, mais nous avions besoin de ce changement et je pense que nos fans ne seront pas déçus, je ne crois pas qu'ils désirent entendre la même chose à chaque fois, ils évoluent aussi. Je pense également que pas mal de gens qui n'étaient pas réceptifs à ce qu'on faisait vont découvrir un nouvel Accept et vont adorer cet album. »

L'album est bien reçu par la presse, notamment Metal Hammer et Hard Force. Ce dernier estime même que le groupe revient en force et voit dans cet album un condensé des sensations rythmiques de Metal Heart et de la musicalité de Russian Roulette. Il considère, par ailleurs, que le chant est parfaitement tenu par David Reece avec un style relativement agressif et très performant.

Mais malgré les réactions positives, l'album n’obtient pas le succès escompté. Bon nombre de fans rejettent cet album, jugé trop commercial. Le groupe entame une grande tournée aux États-Unis aux côtés du groupe W.A.S.P.. Celle-ci fut une grande déception, avec un public restreint et des concerts dans des petits clubs. Après la tournée américaine, le groupe se rend en Europe pour effectuer une plus petite tournée. Au cours de cette tournée, Stefan Kaufmann se plaint de douleurs dans le dos. Il doit retourner en Allemagne pour être hospitalisé d’urgence en raison de problèmes musculaires. Il est remplacé pour le reste de la tournée par Ken Mary ancien batteur de Fifth Angel. La tournée se complique encore en raison du comportement du chanteur qui s'avère vite incompatible avec le reste du groupe : 

« On s'est jamais vraiment entendu, estime Hoffmann rétrospectivement. C'était une de ces personnes qui, par exemple, était constamment, paranoïaque sur tout. Il était toujours du genre à nous sortir des trucs comme « Mec, qu'est-ce qui se passe ? Je peux sentir qu'il se passe quelque chose ?. » Et nous, nous lui disions « mec, relax ! Il se passe rien. » Il était toujours en train de flipper pour quelque chose et c'était dur à gérer. C'était très très dur pour lui de se concentrer et de faire son travail. On n'était pas sur la même longueur d'onde. Je veux dire nous sommes le genre de musiciens à travailler très dur, nous adorons jouer et lui, était plutôt du genre à faire la fête. C'était vraiment dommage, car il avait vraiment une voix géniale et on aurait pu faire un long chemin. Peut-être était-ce un décalage culturel, lui était américain et venait d'un contexte totalement différent du nôtre, mais je n'y crois pas vraiment. C'est juste qu'on s'entendait pas. »

### Première pause (1989–1992)
Les problèmes de drogue du chanteur et son attitude agressive finissent par miner l'ambiance du groupe. Reece ira jusqu'à se battre avec Peter Baltes. À la suite des déboires rencontrés, le groupe décide de jeter l'éponge. Par un commun accord entre Baltes, Hoffmann et Gaby Hauke, Reece est congédié. Il semblait, en effet, difficile au groupe de continuer dans ces conditions : « Ce fut super difficile, raconte Hoffmann, et c'est là que je me suis dit : « mince, il ne reste plus que Peter (Baltes) et moi. Et ce n'est plus vraiment le groupe que nous étions. » Et puis alors Dave Reece et Peter se sont pris dans une bagarre majeure à propos de je ne sais plus quoi, et là j'ai dit, « mec, arrêtons les frais. »
Ils publient à titre posthume un double live, Staying a Life enregistré en 1985 (lors de la tournée de Metal Heart) à Osaka (Japon).

### Première reformation (1992–1996)
Au regard du succès de l'album live et face à l'insistance continue des fans, le groupe décide de se reformer en 1992. Hoffmann évoque à ce propos les circonstances qui les ont amenés à se reformer : 

« Depuis la séparation du groupe, nous étions toujours restés en contact les uns avec les autres. De temps à autre, nous nous passions un petit coup de fil et nous nous tenions au courant de l'évolution des choses. Puis, la destinée a voulu qu'à un certain moment, nous nous retrouvions tous en Allemagne. Pour ma part, j'étais revenu des États-Unis depuis un an et demi. Stefan Kaufmann et Udo Dirkschneider étaient toujours là, et nous avons vu Peter Baltes débarquer pour prendre des vacances. C'est à ce moment-là que nous nous sommes réunis et avons décidé de tenter l'expérience de rejouer ensemble. Nous avons donc répété : une reformation s'imposait ! Pendant tout ce temps écoulé, chacun d'entre nous avait vécu son expérience et nous avons réalisé qu'Accept était ce que nous faisions de mieux. Nous avions constamment en tête cette comparaison : 'pourquoi cela n'est pas aussi bien qu'Accept, dans son ancienne formule ?'. Alors quand s'est présentée cette occasion de jammer ensemble après quelques bières, nous avons voulu tenter le coup et voir si ce serait comme avant. Souvent, avec le recul, on a tendance à idéaliser les choses. Il nous fallait savoir si ce n'était pas le cas. Dès les premiers morceaux, c'était comme si nous ne nous étions jamais séparés : tout se passait vraiment pour le mieux, comme au bon vieux temps. C'est donc tout naturellement qu'Accept a retrouvé vie. »

Accept se reforme donc, mais sous un effectif de quatre personnes, avec un seul et unique guitariste, au lieu de deux. Hoffmann préférant s'occuper de toutes les parties de guitare (rythmique et soliste).

#### Objection Overruled(1993)

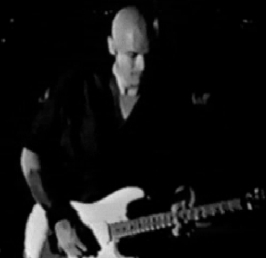
Wolf Hoffmann, lors d'un concert en 1993.

Le nouvel album, Objection Overruled, sort en janvier 1993. Il connaît un succès très correct. Tirant les leçons de l'échec de Eat the Heat, le groupe entendait revenir à un style proche de Restless and Wild et Balls to the Wall. « On sentait », expliquait Hoffmann, « qu'on devait revenir aux vieilles formules en laissant de côté toute sorte d'expérimentation et on a fait ce pour quoi Accept est connu. »
Il en résulte une musique emprunte de titres heavy et speed agressifs et incisifs. Un titre comme Objection Overruled reste proche de morceaux speed comme Fast As as Shark tandis que I don't Wannabe Like You se rapproche plus d'un morceau comme Balls to the Wall. L'influence de AC/DC reste présente sur certains titres (Donation ainsi que sur le bonus track japonais Rich and Famous). Contrairement à d'autres albums d'Accept, Wolf Hoffmann se souvient d'Objection Overruled comme d'un album facile à enregistrer : « C'était génial ! Je veux dire, les retours sont toujours géniaux, parce qu'on sent cet état d'esprit ou cet air frais souffler à nouveau. C'était génial. On s'est vraiment amusés. » La tournée est un triomphe. Pour les besoins de la tournée le groupe engage Arjen Anthony Lucassen (ex Vengeance) qui partira à la fin de celle-ci.

#### Death Row(1994)

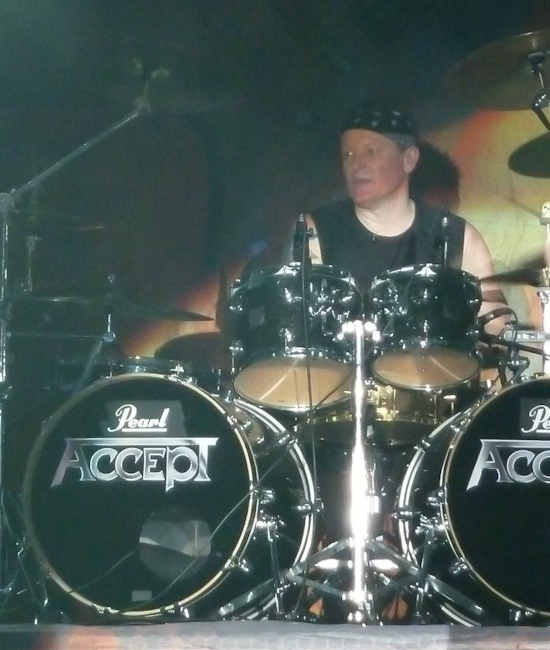
Stefan Schwarzmann, qui a également participé à l'enregistrement et à la tournée de Death Row en 1994.

En 1994, après le succès de la tournée, le groupe décide de continuer l’aventure, et commence à travailler sur un nouvel album Death Row. Au cours de l’enregistrement de cet album Stefan Kaufmann souffre à nouveau de problèmes de dos et doit être hospitalisé. Pour finir l’enregistrement le groupe engage Stefan Schwarzmann, ancien batteur de Running Wild et de U.D.O. (entre autres). L'album marque un changement de style inspiré par le Groove metal et l'alternatif en vogue à l'époque. C'est l'un des albums les plus agressifs et les plus aventureux du groupe. Hoffmann explique sa démarche à cette époque : 

« On essayait de se mettre un peu au goût du jour. Des riffs plus rugueux, plus répétitifs. On s’était un peu lassé de faire encore et toujours les mêmes choses. Vous savez, ces grands chœurs massifs, les mélodies teutonnes. On s’en était lassé – du moins Peter et moi. Alors on voulait essayer d’avancer, mais on n’a pas réussi à trouver notre chemin. Rétrospectivement, je ne sais pas ce que nous aurions pu faire et dû faire. […] Je jouais un riff et immédiatement après, je me disais : et merde, je l’ai fait des millions de fois. C’était pas bon. C’est pourquoi on a essayé d’élargir notre style et d’essayer des choses que nous n’avions pas encore faites, on était très excités à cette idée. Mais je crois que le public n’était pas trop enthousiasmé par tout ça. »

Comme le souligne Hoffmann, l'album sera mal reçu chez beaucoup de fans qui n'apprécient pas le changement de style, le trouvant trop aventureux. Inversement la presse metal de l'époque, bien que positive vis-à-vis de l'album, le trouvera encore trop ancré dans un style traditionnel. En témoigne la chronique de Hard Force de 1994 : 

« Planquez-vous ! Les rev'là ! Un nouvel album d'Accept, c'est un peu comme une Panzerdivision reformée avec le bon commandant Udo Dirkschneider à sa tête. Et point n'est besoin d'opposer une quelconque résistance. N'espérez pas la moindre tendresse de la part de ces heavy metalleux endurcis. Le passé est toujours le présent et le mur de guitares ne semble pas fissuré. OK, on décèle de-ci de-là quelques additifs au niveau de la production qui donnent une saveur plus actuelle à certains titres comme Loaded Gun. The Writing on the Wall également peut passer pour un sucre d'orge à côté de la violence primaire de Death Row ou Sodom and Gomorra. […] On note également une réactualisation d'un des titres les plus intéressants de l'album Eat The Heat (le seul qui ait été enregistré sans le blondinet chanteur Udo). Generation Clash. Et cette fois encore, ce morceau s'avère comme l'un des morceaux les plus captivants de l'album… six ans après ! Tout le reste […] n'est qu'étalage de metal du meilleur cru et cela ravira certainement les nombreux et toujours vaillants fans du genre. Les autres, eux, se dispenseront sans doute d'un tel retour en arrière et préféreront de RATM, sans avoir forcément raison d'ailleurs. »

Certaines critiques sont même parfois très élogieuses, comme celle de Dinosaur Rock.

#### Predator(1996)

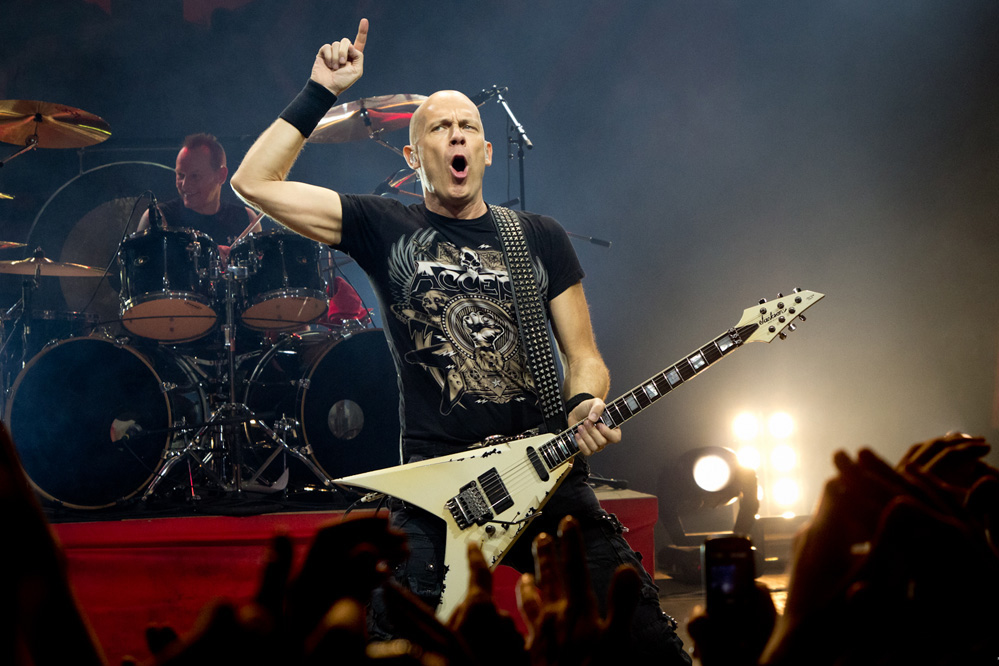
Wolf Hoffmann, guitariste et compositeur principal du groupe.

En 1995, les membres sont éloignés les uns des autres, dans la mesure où deux des membres résident aux US et un en Allemagne. Le groupe se rencontre à Nashville pour enregistrer et c’est Michael Wagener qui produira le nouvel et dernier album (Predator). Le groupe engage un nouveau batteur Michael Cartellone (ex Ted Nugent et Damn Yankees). L’album sort en janvier 1996. Le style de l'album s'avère inhabituel. Il marque une plus grande variété stylistique. Le groupe, entend, en effet explorer de nouvelles approches musicales en agrémentant son style de composantes inhabituelles. On note plusieurs références à la musique orientale, au blues, au rock alternatif, ainsi qu'une utilisation de rythmes tribaux, de boîte à rythme, de passages acoustiques inhabituels, de filtres sur les voix. Cette mutation semble répondre à une volonté du groupe de s'adapter à la concurrence du moment. L'album sort, en effet, en pleine vogue de musique alternative et de grunge, une période difficile pour le heavy metal traditionnel, souvent considéré par la presse de l'époque comme "limité" et largement "dépassé".
Cette époque marque aussi de nombreuses tensions internes entre Dirkschneider et Hoffmann. Dès l'écoute des premières démos, Dirkschneider n'est pas convaincu par la démarche aventureuse de Hoffmann et Baltes vis-à-vis des nouvelles approches stylistiques qu'ils explorent. Le chanteur estime que l'orientation de l'album n'a plus rien à voir avec ce qu'il considère être Accept. Et selon lui, c'est en partie dû au départ de Stefan Kaufmann (ne pouvant plus jouer de batterie pour des raisons de santé). Car ce dernier était un élément important dans l'élaboration des morceaux. Sachant que Kaufmann était aussi guitariste, Dirkschneider a tenté de convaincre Hoffmann de garder Kaufmann au poste de guitariste afin de préserver cette force créative, mais selon lui, Hoffmann et Baltes auraient rejeté cette option. Après l'enregistrement des parties vocales, les musiciens décident de ne pas retenir certaines des prises enregistrées par Dirkschneider qu'ils considèrent mauvaises. Ils décident de réenregistrer les parties vocales de certaines chansons (Lay It Down, Crossroads,It ain't Over Yet et Primitive) en confiant le chant à Baltes. Les musiciens souhaitaient pour ce dernier album pouvoir enregistrer les chansons telles qu'ils les avaient imaginées sans altération ou compromis - une décision qui a offensé le chanteur. Dirkschneider a longuement critiqué ce choix, reprochant aux deux musiciens de l'avoir mis devant le fait accompli, car il affirme n'avoir découvert la présence de ces titres sur l'album qu'une fois l'album fini en écoutant les bandes finales.
La presse musicale accueille poliment le disque, mais sans excès d'enthousiasme. Les sentiments des critiques de l'époque sont, en fait, contradictoires vis-à-vis du disque, car bien qu'ils reconnaissent des qualités au disque, la nature de son approche est par trop éloignée de leurs préoccupations et intérêts du moment : tandis que certains reprochent au groupe de rester sur ses acquis et de ne pas être assez innovants au regard des tendances en vogue à l'époque, certains considèrent que cela n'est pas plus mal ainsi. D'autres, au contraire, notent les tentatives d'innovation et d'expérimentation du groupe sur des titres comme "Primitive" ou "Ain't it Over", mais les trouve un peu forcées et estiment que le groupe n'est jamais meilleur que dans les chansons du disque qui restent les plus proches du style de heavy metal traditionnel qui l'a fait connaître. Cet album ne fut pas non plus un franc succès auprès des fans, ou du moins il divise les opinions de ces derniers, entre ceux qui le détestent et ceux qui l'apprécient au regard de ses expérimentations.
Avec le recul, Wolf Hoffmann considère que cette période n'était pas propice à ce qu'ils essayaient de faire. Il en garde un assez mauvais souvenir, avec le sentiment qu'ils étaient en perte de repères : 

« [D]e façon générale, mes impressions des années 1990 ne sont jamais très positives : nous avions constamment ce gros nuage noir au-dessus de nos têtes! Ce n'était pas une époque heureuse. Nous luttions pour notre survie, tant sur le plan personnel que musical. Nous étions désorientés, ne sachant pas où nous positionner, ni ce que le public attendait de nous. C'était déconcertant! Les années 1980 étaient révolues, et notre style de metal n'intéressait plus personne; seuls Nirvana et Nine Inch Nails étaient sur toutes les lèvres... Avions-nous encore une place sur cette scène ? Devions nous persévérer malgré tout ? Étions-nous obsolètes, dépassés ? Nous avons tenté ceci, puis cela, et à un moment donné, j'ai conclu qu'il valait mieux abandonner. Peut-être que le heavy metal n'était qu'une mode passagère, une flamme ardente éteinte brusquement, comme l'avait été le punk avant elle. »

Ce sentiment de désorientation ajouté aux tensions au sein du groupe amènent ainsi les musiciens à prendre la décision de se séparer après la tournée de Predator qui est se présente dès lors comme une tournée d'adieu. Leur séparation prendra acte durant l'été 1996 après le dernier concert en juin à Tokyo : 

« Nous avions du succès avec cette histoire de reformation, et puis du jour au lendemain Stefan s’est retiré, à cause de ses problèmes de dos – officiellement. Et jusqu’à ce jour, ce qui s’est vraiment passé reste un mystère. C’est comme si une des pierres angulaires du groupe n'était soudainement plus là. Et plus ça allait et plus le groupe se dessoudait, avec d’un côté Udo et de l’autre moi et Peter – Stefan n’était plus là. C’est devenu nous contre Udo: il ne voulait pas faire ce que nous voulions, et nous ne voulions pas ce que lui voulait. À la fin, on n’arrivait plus à s’entendre sur quoi que ce soit. […] Il faut ajouter qu’à cette époque, ça devenait de plus en plus dur de tenir la route. Personne ne s’intéressait plus à ce type de musique – ce qui n’a pas aidé. Je veux dire, le milieu des années 1990 [avec le succès du grunge et de l'alternatif] fut très dur pour le metal. Une grande partie de notre public n’était plus là. Et on luttait pour garder notre identité. On ne pouvait pas continuellement faire le même truc encore et toujours. On avait besoin en quelque sorte d’évoluer un peu. »

### Deuxième pause (1996–2004)
Le groupe se sépare après la tournée de Predator. Dirkschneider reforme la même année son groupe U.D.O. à l'occasion d'un album tribute pour Judas Priest. Stefan Kaufmann le rejoint. Hoffmann entame une carrière professionnelle de photographe publicitaire. En 1997, en guise d'adieu, un album live sort : All Areas World Wide, un live reprenant divers enregistrements de tournées entre 1993 et 1995 à travers différents endroits du monde, et comprenant des morceaux des différents albums de Breaker à Death Row. Cependant aucun titre extrait de Predator ne figure sur le live. Dirkschneider considère cet album comme un documentaire de référence témoignant de leurs activités dans les années 1990. Le chanteur estime néanmoins qu'il n'est pas totalement représentatif du son du groupe du fait qu'il ne contient qu'une partie de guitare, là où le groupe est supposé avoir deux guitares. En 1998, le même live sort sous un nom différent Final Chapter et une couverture alternative destinée aux marchés américain et japonais. En 2000, Hoffmann enregistra un album solo reprenant bon nombre d'airs classiques qu'il jouait avec Accept (sur disque ou en tournée), arrangés dans un style rock, blues et hard rock.

### Deuxième reformation (2005)

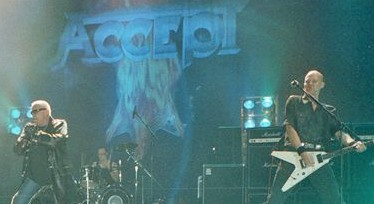
Accept lors de leur tournée des festivals en 2005.

La carrière d'Accept semblait terminée. Mais en 2005, le groupe se reforme temporairement pour une tournée des grands festivals européens et japonais. Cette tournée passe notamment par le Wacken Open Air, le Rock Hard en Allemagne, le Sweden Rock, le Gods of Metal (Italie), le Wâldrock aux Pays-Bas et le Graspop Metal Meeting en Belgique.
Selon Hoffmann, l’idée commence à germer deux ans auparavant, en 2003, sous l’impulsion de Gotz Kuhnemund, le rédacteur en chef de l’édition allemande de Rock Hard. Ce dernier est plus ou moins en contact avec Gaby Hoffmann, la manager. Ils se remémoraient les souvenirs, vingt ans en arrière, et l’idée d’une réunion à l’occasion de l’anniversaire des vingt ans du magazine est venue. D’autres propositions sont venues appuyer l’idée par la suite. Ils cherchèrent donc à recontacter les anciens membres du groupe. Mais le chanteur Udo Dirkschneider déclina la proposition, car pris dans la carrière de son groupe U.D.O., à ce moment-là. Le projet n’aboutit donc pas.
Les Hoffmann tentent, à nouveau, l’année suivante, de convaincre le chanteur de participer. Ce dernier est, cette fois-ci, disponible pour quelques concerts. Le groupe commence donc à répéter au début de l’année 2005. Dirkschneider propose, au départ, de faire venir toute son équipe de roadies, ainsi que Franscesco Jovino, le batteur d’U.D.O.. Ils auditionnent le batteur et sont assez satisfaits de sa performance. Entretemps, le batteur, Stefan Schwarzmann venait de quitter Helloween, et était disponible. Comme il avait déjà joué au sein d’Accept durant les années 1990, ils préfèrent se tourner vers lui. Il est également question de la participation de Stefan Kauffmann, l’ancien batteur du groupe, en tant que second guitariste. Mais selon Hoffmann, ce dernier n’est pas intéressé. Par ailleurs, il apparaît plus approprié, aux yeux de Hoffmann, de faire participer l’un des guitaristes d’antan. Ils cherchèrent donc à recontacter Jörg Fisher, sans succès. Ils se tournèrent alors vers Herman Frank, l'ancien guitariste de l’époque de Restless and Wild et Balls to the Wall, qui fut enthousiaste à l’idée de les rejoindre.

Le concert final se déroule le 27 août 2005 à Kavarna en Bulgarie au festival du Monsters of Rock. Cette tournée suscita de nombreux espoirs de revoir le groupe continuer sur la lancée et enregistrer de nouveaux albums. Mais Dirkschneider restait hostile à l'idée, préférant se consacrer à son groupe U.D.O. : 

« Ce serait un problème. Vous savez, il est facile de jouer des vieilles chansons, parce qu'elles existent déjà. Surtout pour moi parce que j'interprète toujours certains classiques avec U.D.O, mais pour les autres membres, ce fut plus dur. Mais tout le monde a fait un boulot extraordinaire sur scène. Je comprends que des gens veuillent un nouvel album d'Accept, mais composer des chansons à nouveau ensemble serait un désastre. On détruirait plus qu'on créerait. On a une bonne entente à présent et il est préférable de laisser les choses ainsi. »

### Troisième reformation (depuis 2009)

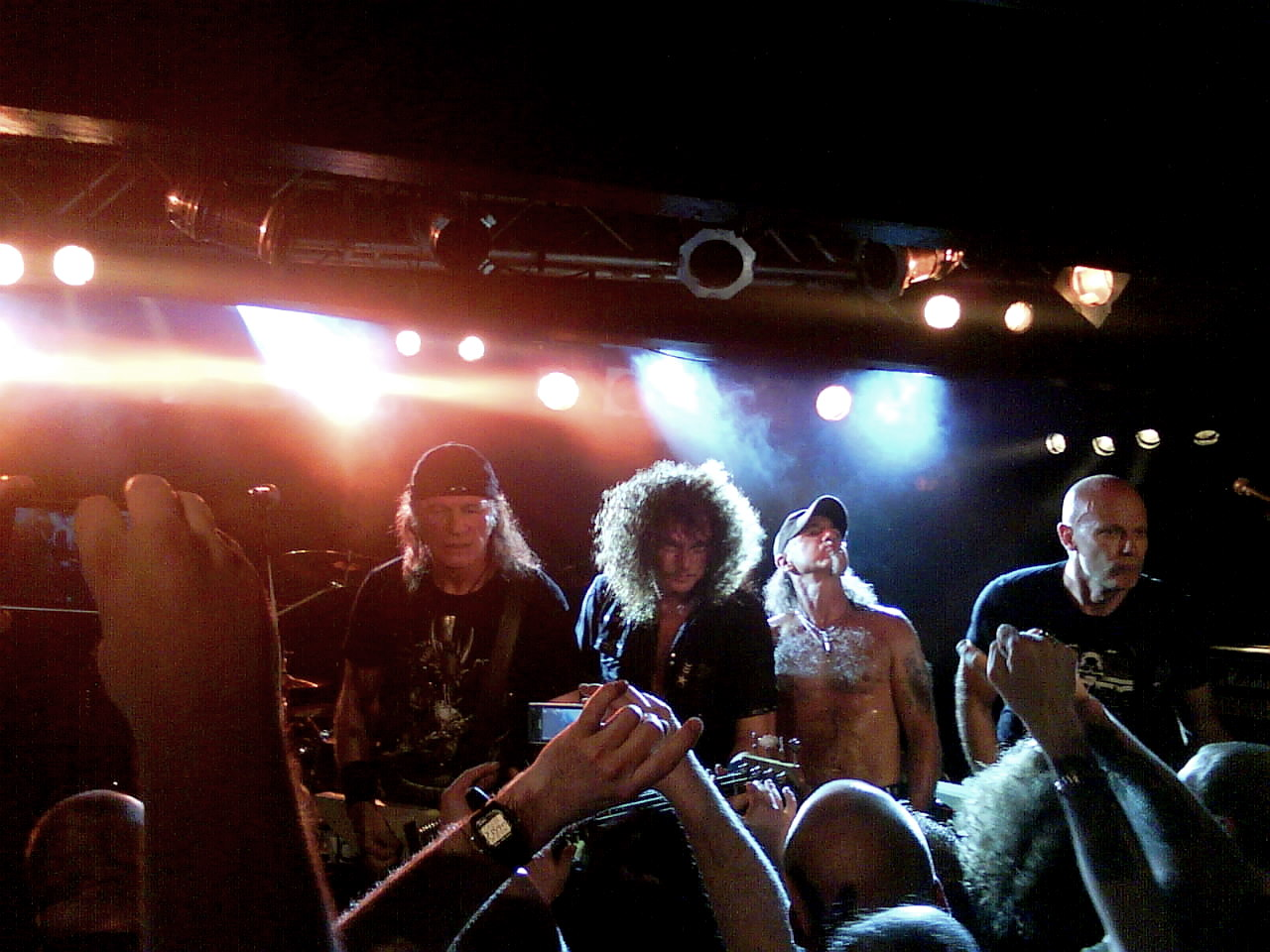
De gauche à droite, Herman Frank, Peter Baltes, Mark Tornillo et Wolf Hoffmann lors du concert de Stockholm, le 20 mai 2010.

Tout semblait fini, mais en mai 2009, une possible réunion d'Accept refait surface. Wolf Hoffmann alors engagé dans sa profession de photographe, rendit en effet visite à Peter Baltes lors d’un déplacement professionnel en Pennsylvanie où habite son ancien comparse. Ils en étaient venus à organiser une jam session dans le studio d’un ami. Mais le jam exclusivement instrumental les lassa assez vite. Ils avaient besoin d’un chanteur. La personne du studio proposa alors d’appeler un ami qui n’habitait pas loin, l'ancien chanteur du groupe TT Quick, Mark Tornillo,. Bien que malade ce jour-là, Tornillo accepta de venir pour participer à la session. Baltes et Hoffmann furent époustouflés par la prestation de Tornillo. Cela ne devait être qu’une jam session informelle, mais les deux comparses ont vu une occasion de reformer le groupe, après maintes tentatives infructueuses de le relancer, faute de volonté de Dirkschneider de prendre part à une nouvelle reformation. Le bassiste Peter Baltes révèle ensuite qu'il a passé un week-end chez lui en Pennsylvanie à jammer avec le guitariste Wolf Hoffmann : 

« Quelque chose d'extraordinaire est en train de se mettre en place, expliquait Baltes. Dès que je peux, je vous le ferai savoir. Faisons battre le « cœur de metal » (Metal Heart) à nouveau. »

 Après arrangements avec le management, les musiciens proposent au chanteur de participer à une nouvelle réunion du groupe. Il est intégré officiellement comme remplaçant de Dirkschneider. Cette nouvelle formation inclut aussi le guitariste Herman Frank (ancien guitariste de 1982 à 84 et en 2005) et le batteur Stefan Schwarzmann (batteur du groupe en 1994 et 2005). Le 14 mai, le groupe annonce que Udo Dirkschneider ne participera pas à la possible réunion d'Accept.

Dans une interview à Metalzone, Dirkschneider s'explique concernant son refus de faire partie de la reformation : 

« Ils m’ont demandé, en premier, à moi et Stefan [Kaufmann] [de les rejoindre]. Mais j’ai déjà participé à une reformation. Ça ne marche pas en fin de compte. Je l’ai fait, en 2005, avec eux. […] Ils sont sortis du business depuis 15 ans et ils n’ont pas fait de nouvelles chansons, rien de nouveau, et pour moi c’était prendre un risque que de participer à cette reformation… Je sais fermement qu’il n’est pas possible de faire de la musique ensemble – comme composer des nouveaux morceaux ensemble ; je sais pertinemment que ça ne fonctionne pas - Et ce risque, pour moi, est trop grand. Je veux dire, je suis très satisfait d’U.D.O., et je pense qu’avec U.D.O., nous prolongeons en un sens l’esprit d’Accept. Je suis à présent engagé avec U.D.O. depuis plus longtemps. – J’ai sorti plus d’albums avec U.D.O qu’avec Accept. Et j’ai dit « non, je suis plus à l’aise avec ce que j’ai maintenant. Je fais exactement le type de musique que j’aime faire. »

Le groupe se met dès lors à l'écriture de nouvelles chansons et enregistre un nouveau disque pour 2010 avec le producteur Andy Sneap (qui avait précédemment travaillé sur les disques de Megadeth, BLAZE, Exodus, Testament, Arch Enemy et Onslaught). Ce nouvel album est intitulé Blood of the Nations. Lors d'un reportage avec Blabbermouth durant l'enregistrement de ce nouvel album, le groupe revient sur les circonstances de la réunion : Hoffmann explique que 

« Tout a commencé en 2005, on a eu un tel succès lors des festivals, qu’on savait qu’on voulait revenir. Être là à faire un nouveau disque, c’est carrément incroyable, surtout d’avoir cette formation presque d’origine […] Puis tout à coup, comme je le disais, on a trouvé Mark. »

 Baltes explique que « Udo était censé prendre part à ceci. Vous savez, quand on a fait les festivals en 2005. C'était un peu court. Mais Udo était déjà pris par U.D.O, ce qu'on pouvait comprendre. [...] On était complètement étonnés parce que d'un seul coup on avait quelqu'un comme Udo, mais qui n'est pas un clone. Il a son propre caractère. »

#### Blood of the NationsetStalingrad(2010–2012)

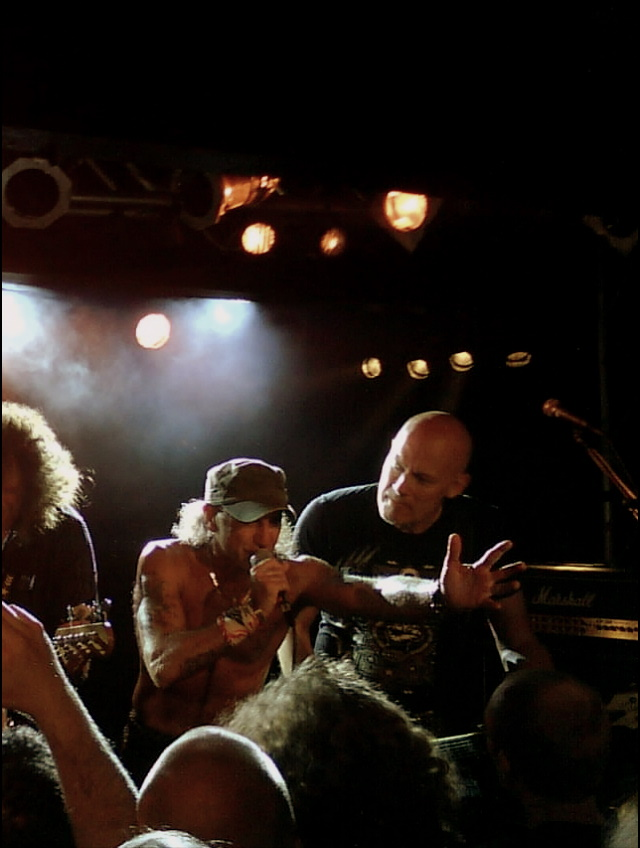
Le chanteur Mark Tornillo et le guitariste Wolf Hoffmann à Stockholm, le 20 mai 2010.

L'album sort en août 2010. Il s'agit du premier album que le groupe sort depuis quatorze ans (depuis Predator en 1996). Leur premier single, The Abyss, sort en mai 2010 et contient les nouvelles chansons The Abyss et Teutonic Terror. Ce dernier titre a fait également l'objet d'un clip vidéo, où l'on voit le groupe jouer au milieu d'un champ de bataille, parmi des tanks et des obus. Leur première prestation live se déroule le 8 mai 2010 au Gramercy Theatre de New York. En juin, le groupe a joué en première partie en Allemagne pour AC/DC pour le concert de Stuttgart. Le 25 juin, le groupe est en tête d'affiche pour le festival Sonisphere en Roumanie, jouant pendant deux heures leur classiques ''Balls to the Wall, Metal Heart ou Princess of the Dawn ainsi que quelques titres de leur prochain album.

Le groupe annonce durant l'automne 2011 le titre du treizième album sur lequel ils travaillent : Stalingrad. Il sort le 6 avril 2012, le jour-même de la première date de leur tournée qui a commencé en France au Bataclan. L'album est distribué par le label allemand Nuclear Blast Records,. C'est leur second album depuis leur retour en 2009. Comme Blood of the Nations, il est produit par Andy Sneap. L'album est annoncé comme continuant dans la voie de l'album précédent : 

« Nous allons adopter la même attitude, la même approche ; nous allons continuer à faire pareil, […] sans que ça soit pareil. Plus de trucs dans un style similaire. […] L'intention n'est pas de changer maintenant. Je veux dire, pourquoi ferions-nous cela ? Mais […] c'est incroyablement difficile d'écrire des chansons qui soient en quelque sorte réminiscentes du passé mais qui en même temps ne soient pas du plagiat de notre propre musique. Cela paraît incroyablement simple, mais ça ne l'est pas, surtout quand on a une histoire de quinze albums ou quelque chose comme ça. Et puis il y a des similitudes qu'on doit éviter. Cela ne doit pas être trop proche, mais cela ne doit pas être trop éloigné non plus. Donc, c'est sur un fil étroit qu'il nous faut parfois marcher, mais tu sais, on espère y arriver encore. »

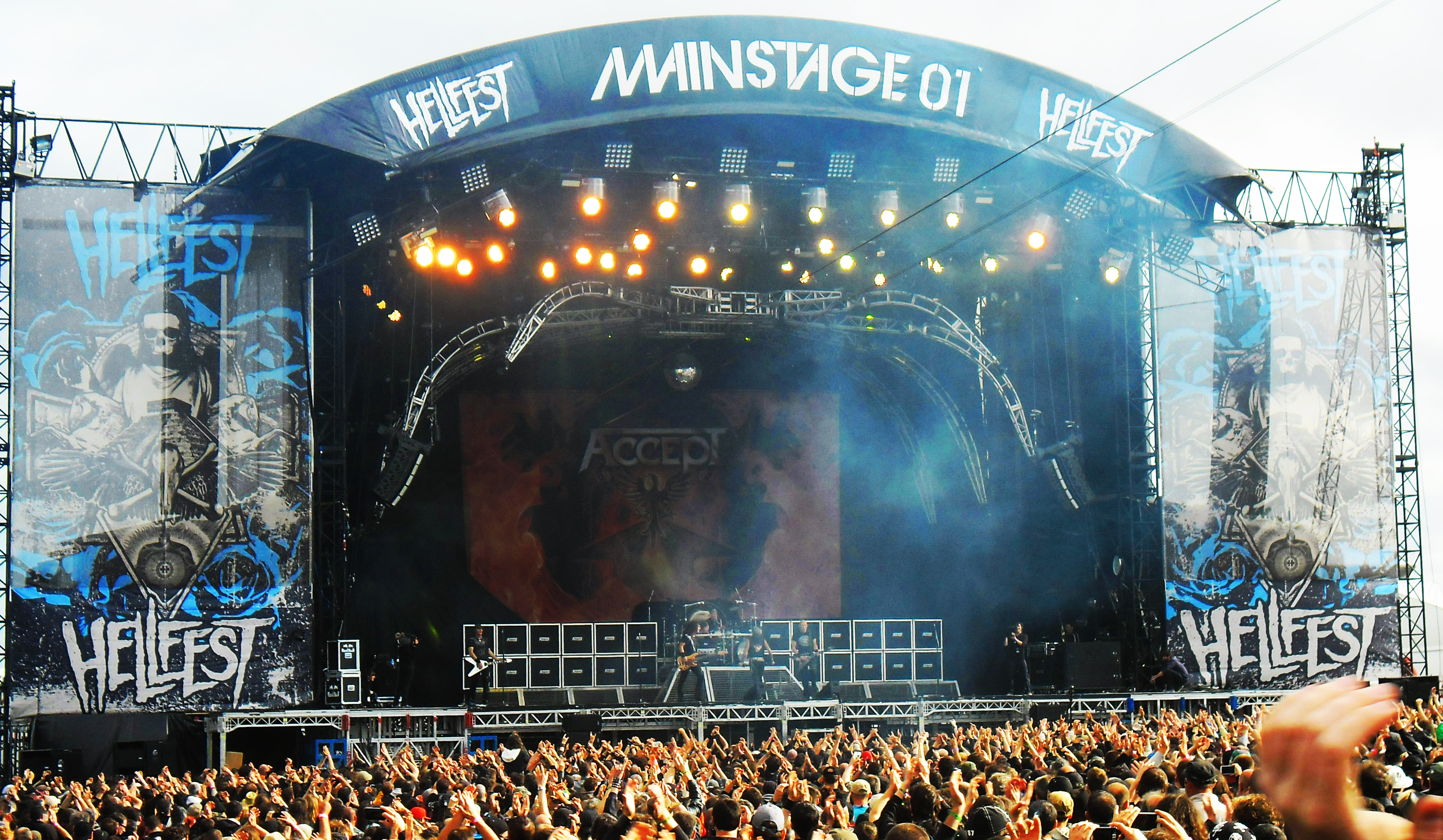
Accept au Hellfest 2013

Le premier titre promotionnel, intitulé Stalingrad, est sorti en échantillon sur le CD samples du magazine allemand Rockhard, et une vidéo promotionnelle provisoire est officiellement mise en ligne le 28 février. Il confirme les annonces quant à la continuation du style heavy metal pour lequel le groupe est le plus populaire.
Le titre évoque la bataille de Stalingrad durant la Seconde Guerre mondiale et parle des combattants russes qui ont repoussé les forces nazies. Le guitariste Wolf Hoffmann effectue, au cours de son solo, une citation de l'hymne soviétique. Mais au-delà de ce premier niveau de lecture, c'est avant tout un regard humain porté sur des soldats qui se retrouvent dans une guerre, dont les tenants et les aboutissants les dépassent : 

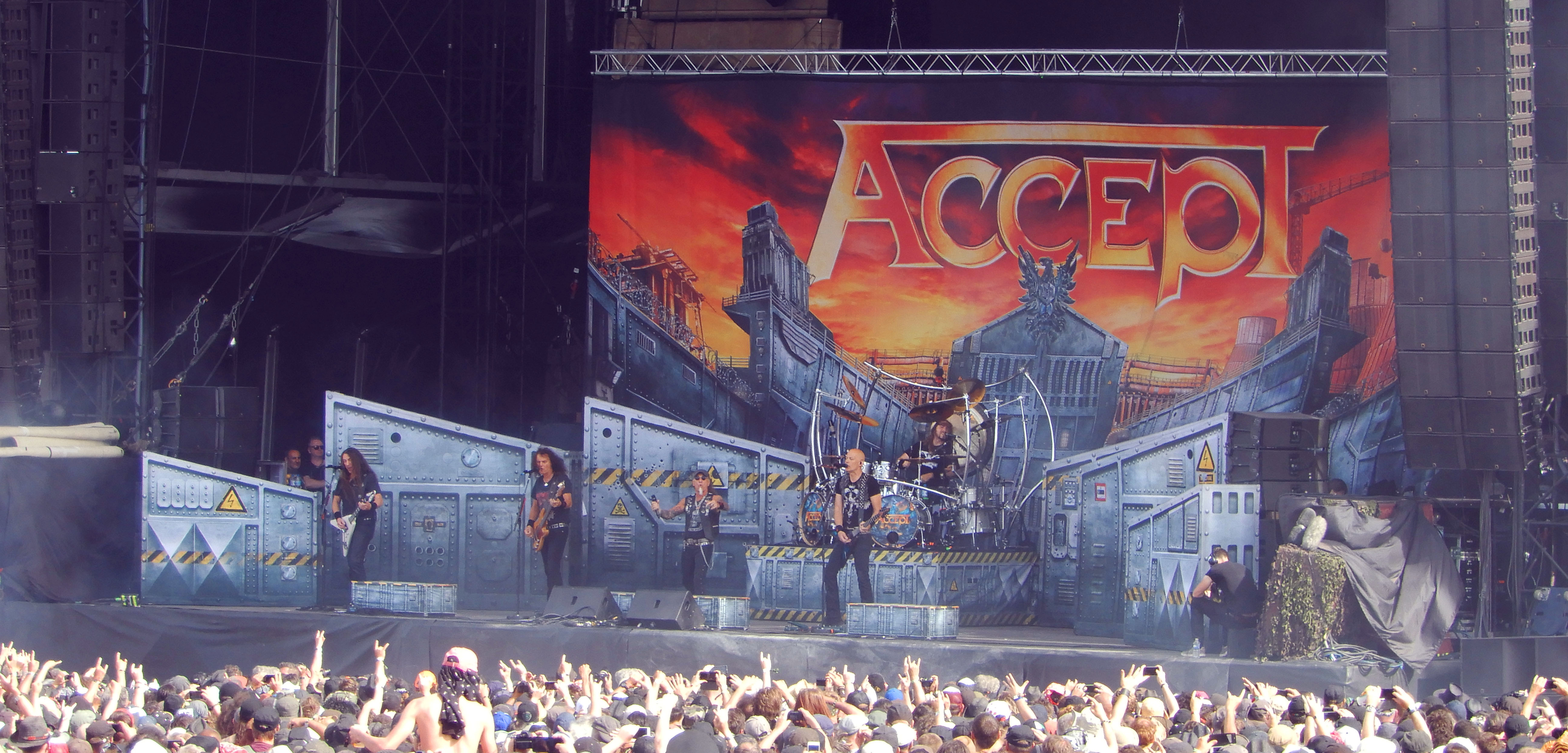
Accept au Hellfest 2018

« Quand nous étions mômes, explique Baltes, on avait toujours le souvenir de la seconde guerre mondiale au fond de l'esprit, on en entendait parler tous les jours, à l'école, etc. Et Stalingrad fut l'une des batailles les plus décisives du conflit, quand les russes se sont confrontés aux allemands... Tout était une question de persévérance. C'est de là que vient le concept, parce que ce fut une bataille incroyable et horrible. On a vu un documentaire à ce propos. Tant de gens sont morts d'une façon horrible, et pour quoi ? On a essayé de nous imaginer ce que les soldats ont pu ressentir, ce que pouvait être une telle bataille et on se rend compte qu'ils sont morts pour rien. On aurait pu penser qu'après tant de conflits comme celui-ci, les choses auraient pu changer... et pourtant, l'humanité n'a rien appris. Plus de soixante ans après la fin de cette guerre, il y a toujours autant de conflits ici et là, chaque jour on apprend qu'une nouvelle guerre vient d'éclater. »

#### Blind Rage(2014)
En avril 2014, le groupe révèle le titre et la pochette de son nouvel album. « Il est sauvage et effrayant, et il s'intitule Blind Rage » annonce Wolf Hoffmann. Il est sorti le 15 août 2014. La pochette montre, sur un fond rouge apocalyptique, un taureau diabolique sur le point de charger. L'album, comme les deux précédents, est produit, mixé et masterisé par Andy Sneap. Le guitariste et principal compositeur du groupe Wolf Hoffmann en explique le concept : 

« En fait nous avions d’abord eu l’idée pour l’illustration et ensuite, lorsque nous avons commencé à chercher un titre, aucun des titres de chansons que nous avions sur l’album ne faisait sens avec l’illustration et représentait vraiment l’album dans son ensemble. Nous avons donc trouvé ce titre Blind Rage, en nous inspirant de tout ce qui est en train de se passer en ce moment dans le monde, toute cette rage folle que l’on voit, par exemple politiquement et ce qui s’est passé dernièrement en Ukraine. Il n’y a pas de concept profond derrière ça, mais ça paraissait coller à l’album dans son ensemble. »

En décembre 2014, le groupe annonce que deux de ses membres, Herman Frank et Stefan Schwarzmann quittent le groupe en bons termes pour des raisons de planning de tournée qui interfèrent avec leur nouveau groupe Panzer. 

« Cela faisait déjà quelque temps qu'Herman et Stefan parlaient de former leur propre combo, Panzer. Seulement, l'emploi du temps d'Accept ne leur laissait pas la possibilité de s'y atteler. Ils étaient parfaitement libres de partir : personne n'est "employé" par le groupe. Lorsque nous les avons contactés en 2009, nous leur avons bien précisé que nous aimerions beaucoup les avoir à nos côtés mais qu'ils n'auraient aucune obligation. Nous sommes cinq individus indépendants, réunis par notre amour et notre passion commune pour l'histoire et la musique d'Accept. Nous comprenons parfaitement qu'après cinq années bien remplies, ils puissent avoir des envies différentes ou d'autres priorités. Nous leurs avons donc souhaité bonne chance, sans la moindre animosité. »

#### The Rise of Chaos(2017)
Le groupe sort son quinzième album intitulé The Rise of Chaos le 4 août 2017. Comme pour les trois précédents albums, il est distribué par le label allemand Nuclear Blast Records. C'est le premier album studio où figurent les noms des deux nouvelles recrues du groupe, le guitariste Uwe Lulis et le batteur Christopher Williams qui remplacent respectivement Herman Frank et Stefan Schwarzmann.
Depuis Blood of the Nations, le groupe avait pris l'habitude de sortir un album tous les deux ans. Cette fois-ci le groupe a pris trois ans. Cela est dû déjà au fait que la tournée de Blind Rage a été bien plus longue que les autres, mais aussi parce que l'écriture de l'album a pris plus de temps. De plus, l'emploi du temps du groupe était chargé par la sortie d'un album live début 2017 "Restless and Live". Le guitariste avait également sorti un album solo Headbangers Symphony en 2016. Ce qui les a bien occupés. En outre, d'un point de vue de la stratégie commerciale, la maison de disque a tendance à espacer les sorties afin d'éviter que chaque disque entre en concurrence. Le groupe entre en studio en fin d'année 2016.
En termes d'orientations stylistiques, le groupe reste fidèle à la direction entamée depuis l'album Blood of The Nations en 2010, à savoir jouer une forme de heavy metal traditionnel dans l'esprit de ce que le groupe jouait dans les années 1980 mais avec un son néanmoins plus moderne,.

#### Symphonic Terror(2018), départ de Peter Baltes, tournée 2019,Life's a Bitch(2018–2020)
En septembre 2018, le guitariste Wolf Hoffmann confirme qu'Accept vient d'entamer le processus d'écriture du successeur de The Rise of Chaos:  " nous avons posé quelques riffs çà et là, mais la majeure partie de la chose, se fera après notre tournée, parce que c'est assez compliqué de s'occuper de ça quand on est sur la route". Le 23 novembre 2018, le groupe sort un nouvel album live Symphonic Terror contenant la captation de leur performance à Wacken en 2017 aux côtés de l'orchestre symphonique de Prague. Le 27 novembre, 2018, le bassiste Peter Baltes annonce qu'il quitte le groupe après 42 ans de service en son sein. Le groupe déclare: "Peter avait besoin d'un changement dans sa vie et nous ne pouvons que lui souhaiter le meilleur quant à sa décision. Il restera à jamais un membre de la famille d'Accept et pour honorer sa contribution à l'histoire de la musique, nous ne pouvons que lui souhaiter une bonne continuation." Le 31 janvier 2019, le groupe annonce que le bassiste Daniel Silvestri assurera le remplacement temporaire de Baltes à l'occasion du concert de la croisière 70000 TON édition 2019.
Le 20 avril 2019, le groupe entame à Wuppertal une tournée ambitieuse intitulée "Symphonic Terror" qui s'étend jusqu'au mois de juin. Le groupe parcourt l'Europe accompagné d'un orchestre (pour la majeure partie des dates, il est accompagné de l'orchestre national symphonique tchèque), où il joue de nombreux titres d'Accept et d'arrangements metal de morceaux classiques issus des albums solo de Wolf Hoffmann, accompagnés d'une orchestration. A l'occasion de cette tournée, le groupe révèle le nom du remplaçant de Peter Baltes, le bassiste Martin Motnik. Le groupe s'est également adjoint les services de la soliste Ava-Rebekah Rahman, violoniste d'origine bengale, pour assurer certains duos avec le guitariste Wolf Hoffmann.

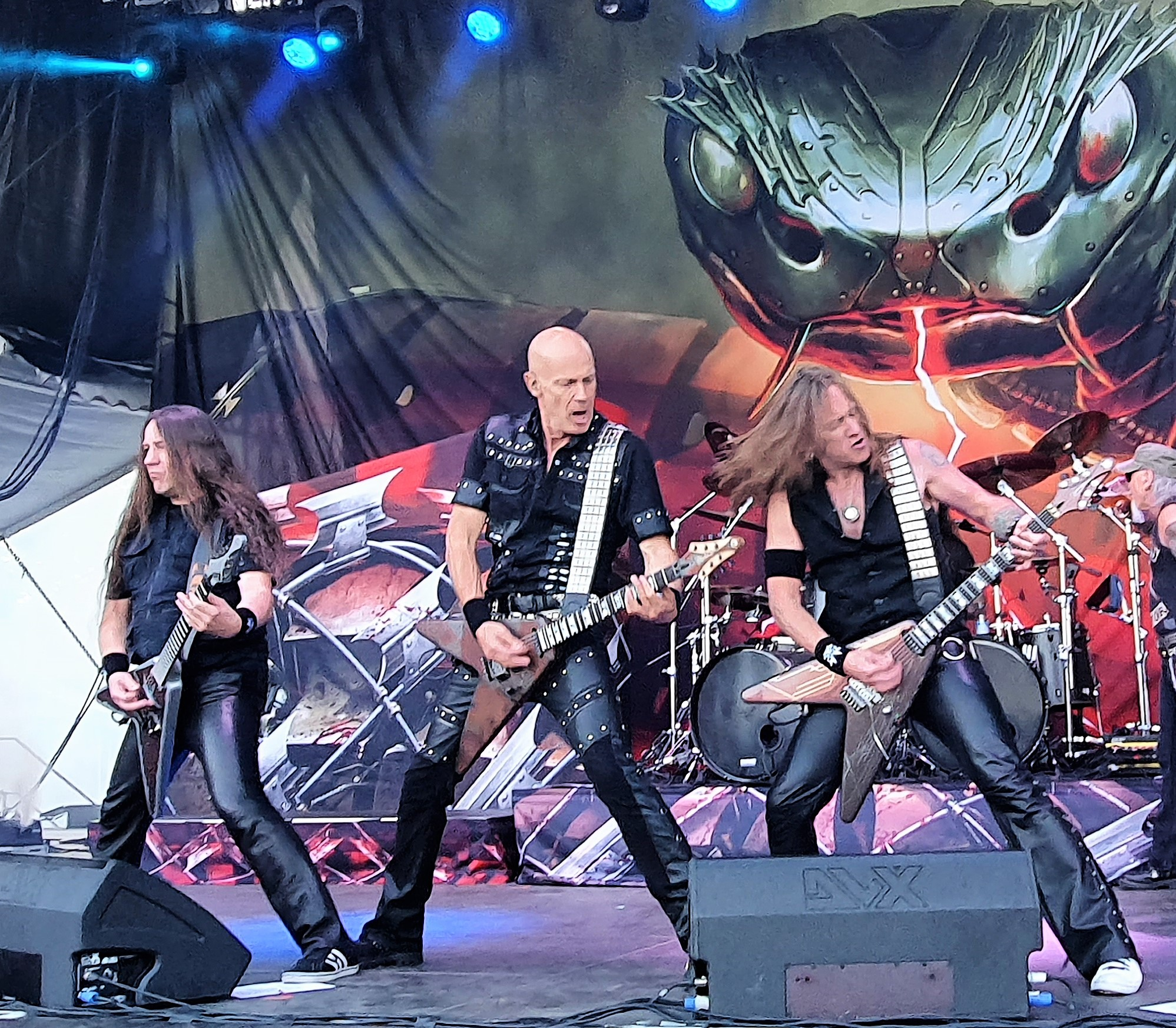
La nouvelle formule à trois guitares d'Accept, ici à Kuopio, Finlande, en juin 2022. De gauche à droite, les guitaristes Uwe Lulis, Wolf Hoffmann et Philip Shouse. 2022

Uwe Lullis n'est pas en mesure de se joindre à la tournée à ce moment-là. Il est donc remplacé temporairement par Philip Shouse pour assurer les parties de guitare. Une toute nouvelle chanson "Life's a Bitch" sort en single à l'occasion du lancement de cette nouvelle tournée. Cette chanson avait été initialement écrite en 2014, lors de la session d'enregistrement de Blind Rage. Mais le groupe l'avait alors écartée, estimant qu'elle ne correspondait pas à l'esprit de l'album. En juin 2019, la manageur et autrice, Gaby Hoffmann annonce qu'elle prend sa retraite de manager. Elle prendra en revanche part à l'écriture des paroles du prochain album. En novembre 2019, Accept annonce qu'il recrute Philip Shouse, qui avait assuré la tournée du printemps, en tant que troisième guitariste du groupe. Outre, l'alchimie que le groupe ressentait avec le musicien. L'ajout d'une troisième guitare permet de jouer les arrangements de guitare plus proches de deux écrits pour les enregistrements studio y compris les disques classiques des années 1980 (qui incluent en réalité plus de deux parties de guitares). Ils ont désormais la possibilité de jouer live les overdubs et les double-solo accompagnés d'une guitare rythmique. Dans d'autres cas, la troisième guitare permet d'affiner les arrangements comme sur les disques. Enfin, l'effet de mur sonore des guitares est également renforcé avec l'addition d'une troisième guitare.

#### Too Mean to Die(2020 - 2023)

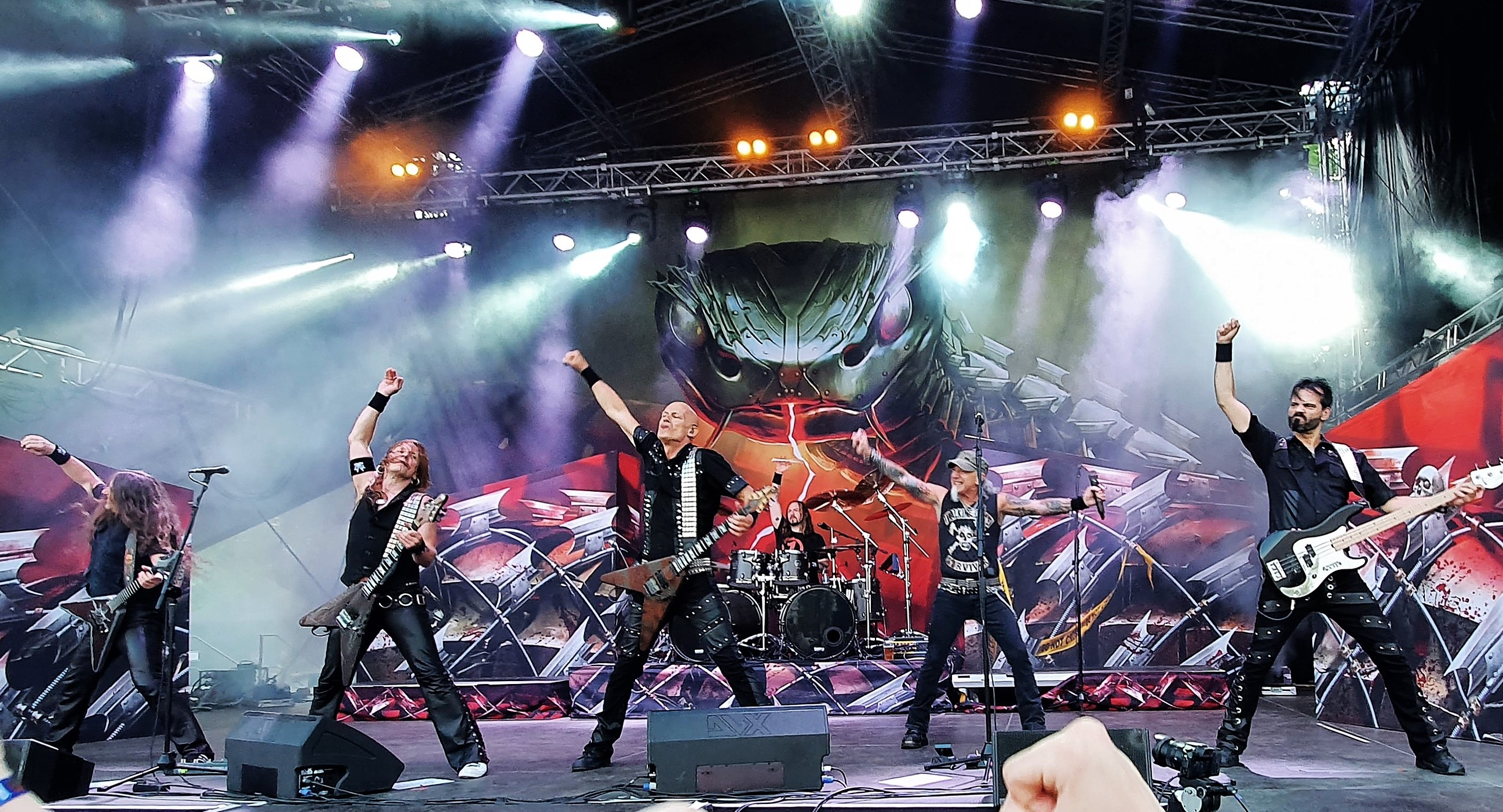
Accept, en formation desormais de sextet, au Rock City Festival de Kuopio, Finland, le 11 juin 2022

Le groupe retourne en studio au début de l'année 2020 pour enregistrer le successeur de Rise of Chaos aux côtés du producteur Andy Sneap. Les sessions d'enregistrement bien avancées en mars sont interrompues par la crise de la COVID. Ils finissent d'enregistrer quelques mois plus tard, l'album à distance. En octobre 2020, Le groupe sort son premier single de ce 16ème album: "The Undertaker" ("le croquemort"), qui est accompagné d'un clip vidéo. En raison de la crise COVID et de l'impossibilité de se rendre aux États-Unis, Uwe Lullis résidant en Allemagne ne peut se joindre au reste du groupe basé à Nashville pour l'enregistrement du clip. Le 16e album d'Accept sort le 29 janvier 2021. La musique principalement écrite par Wolf Hoffmann et Martin Motnik, s'inscrit dans le style musical des albums précédents. L'album voit aussi le retour de leur parolière Deaffy (Gaby Hoffmann) qui se joint au chanteur Mark Tornillo pour l'écriture des paroles de plusieurs chansons. L'album se hisse très haut dans les charts européens notamment en Allemagne. Une tournée de promotion est prévue pour le début de 2022 mais doit être reportée en raison des nouvelles vagues de COVID. En février 2022, le groupe annonce qu'il change de label et rejoint Napalm Records. En juin 2022, le groupe entame la tournée des festivals en Europe, en Grèce, Allemagne, Suède, Finlande, etc.

#### Humanoid(2024)
Durant l'été 2023, le groupe annonce qu'il est en phase d'enregistrement du prochain disque. En février 2024, le groupe annonce la sortie d'un nouvel album intitulé Humanoid prévu pour le 26 avril 2024 avec un premier single et un clip vidéo pour le 28 février 2024 également intitulé "Humanoid". Le groupe dévoile également la pochette de l'album qui figure un androïde dans un cadre futuriste dystopique. L'image y reprend également le motif de la couverture de l'album Metal Heart

## Caractéristiques esthétiques

### Musique
Accept est originaire de Solingen dans la Ruhr, ville industrielle équidistante d'Essen, Düsseldorf et Cologne. Il connaît un succès important au cours des années 1980,,. À ses débuts, le groupe joue une forme de hard rock inspirée de Deep Purple, d’AC/DC puis par la suite de Judas Priest. C'est sous l'influence de ce dernier que leur musique se radicalise progressivement au début des années 1980 : à partir de l'album Breaker (1981), le groupe se tourne, en effet, vers un heavy metal de plus en plus incisif, mettant l'emphase sur l'accroche des riffs et des mélodies, un chant agressif et des refrains accrocheurs en forme d'hymnes militants souvent chantés en chœur à l'instar de leur chanson phare Balls to the Wall. C’est sous cette formule heavy/speed que le groupe rencontrera le plus de succès dans sa carrière.
De par la nature de son style, la musique d'Accept est agressive, mais le groupe insiste sur le fait que leur démarche artistique ne se réduit pas qu'à cela. À ce titre, malgré le caractère extrême de certaines de leurs chansons (pour l’époque), le groupe refuse d'être comparé aux groupes violents et (pseudo) satanistes comme Venom (considérés comme les plus extrêmes à l'époque) dont il trouve la musique trop sombre et parfois démoniaque. À cet égard, Hoffmann, le guitariste et compositeur, estime que leur groupe est complètement différent du point de vue du style et de la présentation. Le groupe insiste notamment sur l'importance de la mélodie dans leur approche musicale.« On aime garder beaucoup de mélodie dans la structure de tout ce qu’on fait. On souhaite écrire des chansons que les gens peuvent suivre, pas trois minutes de pur bruit blanc,! »

Un des aspects marquants de la musique d'Accept à cette époque, comme le note, entre autres, le musicologue Dr Esa Lilja, c'est son style d'arrangement pour deux guitares dans lequel les deux instruments se complètent en utilisant, par exemple, des positions d'accords différentes, ou des lignes mélodiques harmonisées. Comme le souligne Lilja, alors que les ensembles instrumentaux du genre se contentaient dans les années 1970 d'un arrangement pour une seule guitare(Black Sabbath, Deep Purple, Led Zeppelin), l'instrumentation à deux guitares va devenir standard dans les années 1980 avec justement des groupes comme Accept, Iron Maiden, Judas Priest ou même Scorpions. Ce dispositif instrumental sera d'ailleurs exploité et développé visuellement par Accept, pour en faire une marque de fabrique : un duel de deux guitares Gibson Flying V croisées. 

« On a délibérément travaillé sur ça, se souvient le guitariste Wolf Hoffmann. Les Flying V avaient quelque chose d'unique et on a chorégraphié autour. Les mouvements sur scène étaient quelque chose de nouveau et donnaient aux prestations scéniques un aspect plus grandiose qu'auparavant. »

Selon le guitariste, c'est Gaby Hauke leur manager (et future femme du guitariste), qui en aurait eu l'idée et qui l'aurait creusée pour en faire un visuel de marketing. Cela a d'ailleurs bien fonctionné et a permis d'attirer l'attention sur eux en se démarquant des autres sur le plan visuel.
Leur musique est aussi marquée par de nombreuses références au classique, Beethoven, Tchaikovsky, Khatchatourian, Elgar, Grieg, Bizet, Ravel tout particulièrement. Le guitariste et principal compositeur Wolf Hoffmann, étant un fan de musique classique. Le groupe a également exploré différentes possibilités stylistiques allant du hard FM au speed metal, revenant parfois à un style plus hard rock (Man Enough to Cry, Rich and Famous, Donation, Hard Attack), ou s’aventurant occasionnellement dans le domaine du jazz (avec une chanson comme Teach Us to Survive). Le groupe intègre fréquemment certaines touches d'inspiration (pseudo) orientale avec l’usage d’un sitar électrique (Metal Heart, Stone Evil, Crossroads) ou de la gamme dite "orientale" (Metal Heart, Bucket Full of Hate, Make Me Scream, Sodom and Gommora, Lay It Down on Me).
À la fin des années 1980, le groupe adoucit sa musique et cherche à s’orienter vers une musique plus accessible de type hard FM avant de revenir à sa formule la plus populaire au début des années 1990. Au milieu des années 1990, marqué par le succès de groupes comme Nirvana, Rage Against the Machine ou Pantera, le groupe se laisse influencer par le metal alternatif et le groove metal avec plus ou moins de succès. Lors de ses deux reformations successives au cours des années 2000, le groupe privilégie à nouveau la formule qui a fait son succès dans les années 1980.

### Textes

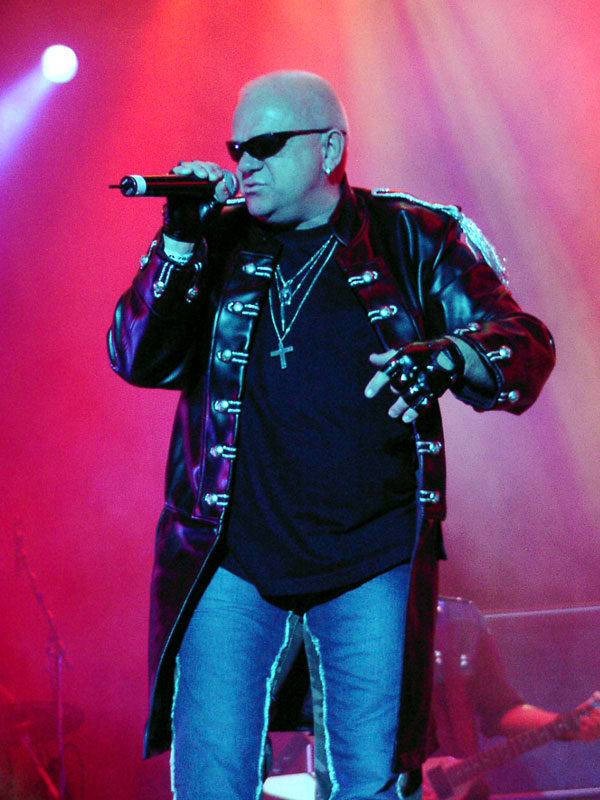
Udo Dirkschneider, lors des festivals de 2005.

En 1986, dans un dossier consacré à Accept, Enfer Magazine soulignait l'importance des textes engagés du groupe : 

« En France, la plupart des fans d'Accept, ne parlent pas l'anglais, de fait ils passent à côté d'un aspect essentiel du groupe : ses textes. En effet, contrairement à la majorité de ses confrères, ACCEPT a des choses à dire… et il les dit. »

 C'est un élément que rappelait également Vanessa Warwick, en 1992, lors d'une interview pour l'émission Headbangers Ball à l'occasion de la réunion d'Accept soulignant le contenu social des textes du groupe (Warwick utilisait plus exactement le terme « consciencious lyrics » à propos de leurs textes).
Le guitariste Wolf Hoffmann confirme :

« D'une certaine manière nos textes ont toujours une vocation politique, pas "politique" au sens d'"affiliation à un parti", mais dans le sens où tout ce que nous pouvons voir, entendre ou lire nous donne envie d'écrire, de comprendre et de mieux faire comprendre plutôt que de verser dans l'ennui standard des textes rock'n'roll habituels. »

#### Textes de début de carrière
En début de carrière, les textes n'étaient pas encore centrés sur ces thématiques. Les paroles du groupe abordaient des thèmes conventionnels du rock, tel que les hymnes au rock (Burning, That’s Rock’n Roll, Feelings, Shake your Heads), le sexe (China Lady), la rébellion et l’affirmation de sa différence (I’m a Rebel, Down and Out, Ahead of the Pack), le mode de vie de bikers (Midnight Highway, Restless and Wild), l’amour (Do it, Breaking up Again, Can’t stand the Night, I Wanna Be No Hero, Lady Lou). Hoffmann garde une piètre opinion de ces textes de jeunesse : « Honnêtement, sur les premiers disques, on écrivait des paroles de merde comme la plupart du monde, 1) parce qu'on était allemands et devoir s'asseoir avec un dictionnaire ne facilitait pas l'écriture de textes intéressants et 2) on était juste des gamins un peu crétins, vous savez. Puis quand Gaby [Hauke, la manager du groupe] nous a rejoint, ce fut l'une des premières choses à changer. Elle nous a dit : les gars, il vous faut de meilleures paroles et si vraiment vous ne pouvez pas le faire, je les écrirai pour vous. »

#### Textes de l'ère classique du groupe
Pour l'album Restless and Wild, le manager leur propose de recourir aux services d'un parolier américain, Robert.A.Smith-Diesel dans le but de les aider à tourner leurs phrases dans un anglais plus fluide. Le groupe va se tourner vers des sujets plus sérieux et des textes engagés dans les années qui suivent. La participation de Deaffy (alias Gaby Hauke) en tant que parolière va complètement changer l’orientation lyrique des textes. Deaffy s’était essayée à l’écriture dès l’album Restless and Wild avec les titres Princess of the Dawn et Neon Nights. Mais c’est à partir de l’album Balls to the Wall qu’elle devient la parolière attitrée du groupe. Dès cet album, les textes deviennent plus engagés et plus sérieux, abordant des thématiques sociales et politiques. L'historique Accept Remembered retrace cet épisode : 

« Avec la parolière Deaffy, ils ont créé un album concept qui a osé aborder des thèmes des plus délicats et des plus controversés, et qui n'avaient jamais été traités auparavant dans le heavy metal - Des sujets traitant notamment de certains aspects politiques, de l'amour, de la sexualité, de l'engagement, de la responsabilité, de l'opposition aux formes d'addiction de tout type. Les thèmes qui n'avaient jamais été explorés étaient présentés d'une façon qui inspira beaucoup à en discuter les différents points de vue. Les conceptions personnelles d'Accept divisèrent les opinions, et ce encore aujourd'hui, du fait du caractère controversé des paroles. Néanmoins, Accept acquirent un respect indiscuté au regard de leur responsabilité en musique. C'est ainsi qu'ils se positionnèrent par le passé et c'est ce qu'ils représenteront à jamais. »

Intrigué par cette nouvelle orientation plus sérieuse des textes, Enfer Magazine, interroge, à l'époque, Stephan Kaufmann à ce sujet. Celui-ci explique : 

« À présent nous sommes libres de dire ce que l'on pense, car nous avons gravi les échelons du succès, donc on peut se permettre de remettre les gens en place. À l'époque, certains de nos textes ont été censurés et si l'on voulait percer, on n'avait pas d'autres solutions que de dire amen. Ce qu'il est important de savoir, c'est que ce n'est pas parce qu'on joue du heavy metal que l'on n'a pas de conscience sociale et que l'on se désintéresse du monde […] Il est temps que l'on se mette tous à parler d’événements que l'on vit au quotidien ! »

 Hoffmann remarquait également : « Nous ne souhaitons en aucun cas écrire des textes idiots traitant de sexe, de drogue et de rock'n'roll. Nous nous sentions concernés par le monde qui nous entoure, aussi aimons-nous aborder des sujets qui touchent. »
Les chansons abordent des sujets divers et variés sur un ton parfois anarchiste et contestataire de la société. Les chansons s’avèrent souvent des critiques acerbes de divers aspects de la société tels que l’asservissement, la traite ou l'oppression des minorités dans le monde (Balls to the Wall, Wanna Be Free, Trail of Tears), le conformisme social (Fight it Back, I don’t Wanna Be like You), la guerre et le militarisme (Wargames, Man Enough to Cry, Walk in the Shadow, Stand Tight, Dead On, Blood of the Nations, Stalingrad, Hellfire, Shadow Soldiers), le fondamentalisme religieux (Protectors of Terror, Heaven is Hell), les désastres écologiques dans l’indifférence générale (Writing on the Wall, The Abyss, 200 Years), l’intolérance, le racisme et les préjugés (Préjudices), le nazisme (Stone Evil), l'affaire Rodney King et les bavures judiciaires ayant conduit aux émeutes de Los Angeles (Objection Overruled), la peine de mort (Death Row, Hung, Drawn and Quartered), la violence gratuite à la télévision et l’hypocrisie des médias dans les journaux télévisés (TV Wars), la libre vente d’armes aux États-Unis et les nombreux faits divers qu’elle engendre (Guns’R’us), la drogue (Midnight Mover, Bullet Proof), la déchéance morale de la société moderne (Metal Heart, Sodom and Gommorah). Les chansons peuvent aussi traiter de, et prendre position sur certaines questions sociales controversées comme l’euthanasie (Monster Man) ou l’homosexualité dans une société intolérante (Love Child).

Certaines chansons véhiculent des messages de rébellion aux connotations anarchistes notamment Balls to the Wall et Fight It Back. Leur célèbre chanson Balls to the Wall, par exemple, traite à plusieurs niveaux métaphoriques de l'asservissement des êtres humains dans le monde, en tant qu'esclaves des divers systèmes et institutions, (« Too many slaves in this world die by torture and pain », « Boundage is over Human race ») et qu'un jour ils se réveilleront, briseront leur chaînes et renverseront leurs oppresseurs (« One day the tortured stand up and revolt against the Evil. », « Watch the Damned, they're gonna break their chains, You can't stop them. They're coming to get you »). Wolf Hoffmann expliquait à ce propos : 

« On a toujours été intéressés par la politique, les droits de l'homme et les trucs du genre, c'est pourquoi beaucoup de nos textes de l'époque, et même plus tardifs d'ailleurs, étaient consacrés aux questions de droits de l'homme ; et c'est de ça qu'il est question dans Balls to the Wall : « un jour les opprimés se soulèveront et viendront leur botter le derrière ». [référence à un des vers de la chanson : « One day the tortured stand up »]. »

Stefan Kaufmann expliquait lui aussi, dans une interview de l'époque, le sens qu'il donnait aux textes : 

« Balls to the Wall, parle de la situation des hommes en général et de leur statut d'esclaves, vis-à-vis des institutions du système. Lorsque tu fais tout pour sortir de l'ornière de départ dans laquelle tu évolues et que rien ni personne ne daigne te donner un coup de main, tu es devant un mur d'indifférence. Et c'est ce mur qu'il faut arriver à franchir pour te dépasser. »

#### Textes de l'ère Tornillo
Lors de la reformation du groupe en 2009, contrairement aux habitudes du groupe, c'est le nouveau chanteur Mark Tornillo qui fut chargé d'écrire les nouveaux textes pour l'album Blood of the Nations. L'arrivée de Tornillo, dont l'anglais est la langue natale, était, en effet, une occasion pour le groupe de pouvoir impliquer directement un musicien du groupe dans l'écriture des textes des chansons de sorte de favoriser la musicalité des textes.

« Gaby [Hoffmann], explique le guitariste, s'est dit qu'il serait bien de laisser une chance au chanteur afin qu'il puisse écrire ses propres textes »

« On était tous d'accord pour dire qu'il était temps de donner à ce nouveau membre une chance de s'exprimer. Parce que a) Un chanteur chante probablement mieux s'il peut exprimer ses propres idées avec ses propres mots, et b) c'est sa langue maternelle, il était normal de lui donner sa chance. Avec Udo, on était un peu obligé de faire autrement vu qu'il ne parlait pas vraiment anglais et ne savait pas écrire les textes,. »

En dépit du changement d'auteur, le groupe entend néanmoins garder l'orientation thématique des textes du groupe centrés sur les sujets de société. Pour Hoffmann, l'approche de Tornillo s'inscrit dans la continuité du style de Gaby : 

« Ses textes traitent de société, de conflits, mais aussi de nos thèmes de prédilection comme l'aspect militaire clairement illustré par le nom de l'opus. La chanson "No Shelter", par exemple, traite des gens qui s'enrichissent à Wall Street, dont les actions reposent sur le MEDAF ("Modèle d'évaluation des actifs financiers"). Mark s'est inspiré de cette fameuse histoire financière qui a vu un fameux trader finir son parcours en prison. "Aucun refuge" pour lui ("No Shelter"). »

 Tornillo reste cependant moins incisif vis-à-vis de l'armée que ne l'était Deaffy , préférant mettre l'accent sur l'aspect humain des soldats engagés s'efforçant d'accomplir ce qu'ils croient être leur devoir dans des conflits dont les enjeux bien souvent les dépasse (Blood of the Nations, Stalingrad, Hellfire, Shadow Soldiers).

#### Textes pour l'albumToo Mean to Die(Collaboration Tornillo/Deaffy)
En 2020, Deaffy renoue avec l'écriture et collabore avec le chanteur Mark Tornillo dans l'écriture des textes de l'album Too Mean to Die.

## Controverses

### Accusations de sympathies nazies

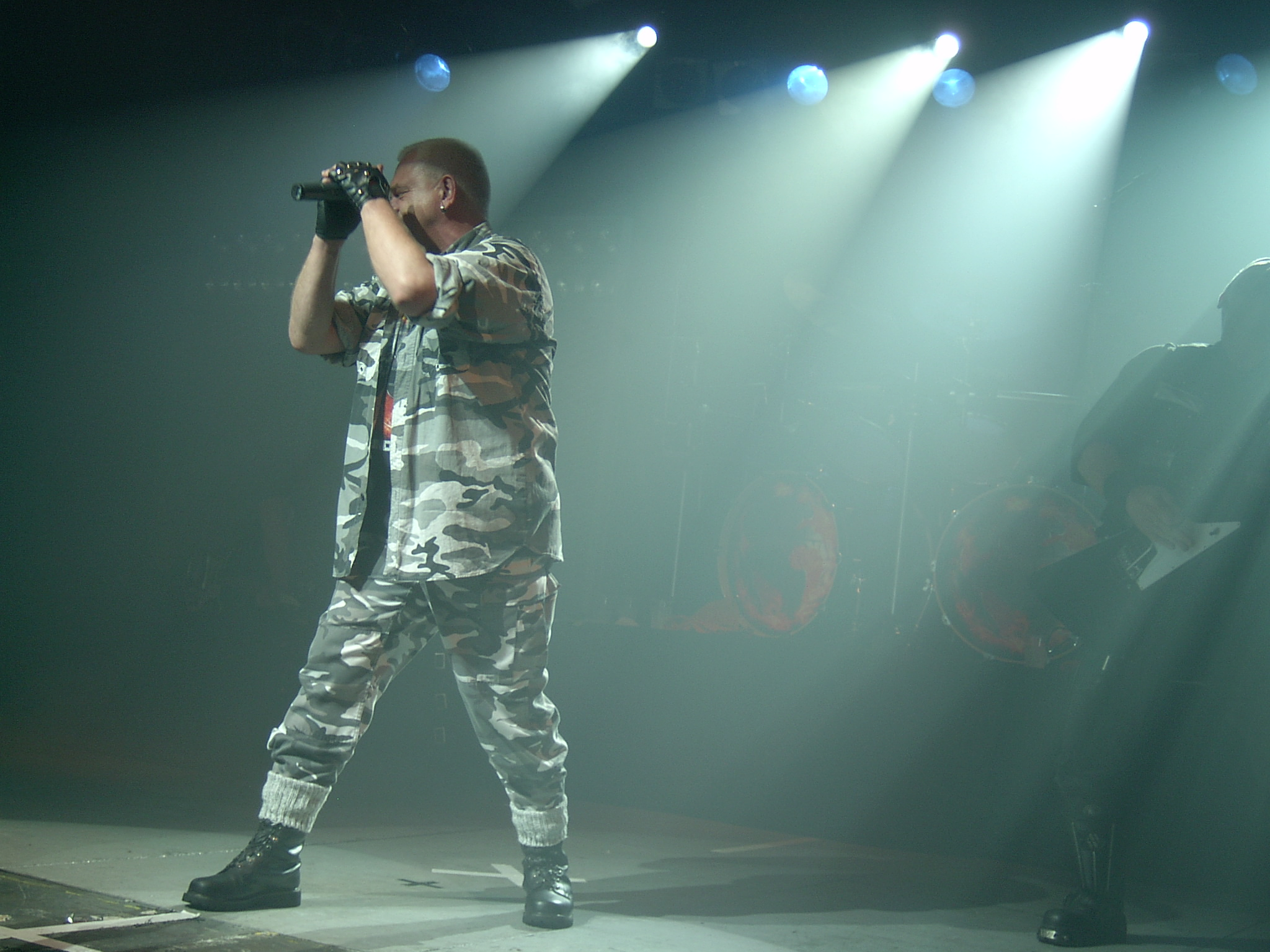
Dirkschneider dans une de ses tenues paramilitaires.

Le groupe fut l'objet de nombreuses controverses en France et en Pologne eu égard à certaines accusations portées contre eux concernant d'hypothétiques sympathies nazies. Ces accusations résultent principalement d'amalgames et d'interprétations fondées sur des apparences. Ces allégations ont été favorisées par leur origine allemande et le fait que Dirkschneider portait un costume paramilitaire sur scène. Mais ce qui a principalement déclenché ces rumeurs c'est le fait qu'ils aient choisi la mélodie traditionnelle Ein Heller und ein Batzen (plus connue sous le nom de Heidi, Heido, Heida) en introduction d'une de leur chanson de l'album Restless and Wild (Fast as a Shark). Une mélodie qui est souvent vue dans les pays qui ont été occupés pendant la seconde guerre mondiale (notamment en France et en Pologne) comme une chanson typiquement nazie, alors qu'il s'agit en fait d'une simple chanson à boire dans le folklore allemand - une chanson qui par ailleurs, préexistait au régime nazi (elle date de 1830).

Udo Dirkschneider, le chanteur commente la controverse : 

« Toute cette histoire est arrivée quand j’ai porté cet uniforme militaire. Et ils ont commencé à raconter des conneries !!! Ensuite, quand on a fait l’intro de Restless and Wild, juste avant Fast as a Shark, ce passage Heidi, Heido, Heida, c’était une chanson folklorique allemande. Nous avons découvert par la suite que les télés françaises et polonaises utilisaient cette chanson Heidi, Heido, Heida quand ils passaient des trucs sur la seconde guerre mondiale. Et donc on a eu pas mal de problèmes avec ça. Mais on l’ignorait, alors on a dû faire un tas d'interviews et de talk shows à parler de ça. »

Concernant la tenue paramilitaire, Dirkschneider insiste sur le fait qu'il n'y avait aucune volonté d'afficher des sympathies fascistes, ni même pro-militaristes. Le choix de ce look, rappelle-t-il, n'avait pas d'autre but que d'adopter une image qui leur permettrait de se démarquer des autres groupes de heavy metal. En ce qui concerne la mélodie de l'introduction, le groupe a souvent expliqué qu'ils ignoraient tout de l'association qu'on pouvait en faire en France quand ils ont repris cette mélodie, d'autant qu'elle n'a pas du tout cette signification en Allemagne. Le texte de la chanson Fast As a Shark ne fait même aucune allusion au nazisme. À l'origine, ils avaient choisi cette petite mélodie pour le contraste qu'elle offrait par rapport à l'agressivité de leur chanson.

« Nous ne connaissions même pas les implications de cette chanson. Nous avons cherché quelque chose qui soit en complète opposition avec ce que nous faisions. Nous avons écouté des tas de comptines enfantines et nous sommes tombés sur celle-là. Ce qui nous a tout de suite plu, c'est qu'elle n'avait pas de paroles. Pour le public c'était donc plus facile à reprendre en chœur. Nous l'avons jouée partout sans aucun problème. C'est seulement à Paris, qu'on nous a affirmé que c'était une chanson nazie. Ce qui est d'ailleurs faux puisque cette comptine est plus ancienne que cela. »

« Cette chanson n'avait [donc] rien d'extraordinaire pour nous, explique le chanteur. C'est juste une chansonnette que les grand-mères chantaient aux petits enfants dans les jardins publicsǃ Quelques artistes la reprennent encore aujourd'hui. C'est une pièce du patrimoine allemand, rien de plus ! »

« Cela pose problème surtout ici en France. Tout le monde, ici, me demande pourquoi, nous chantons hi-dee-di-do et affirme que ce serait une chanson nazie ou quelque chose comme ça. Mais on ne le savait pas. Personne en Allemagne n'a entendu parler de ça ! Elle n'est pas connue comme étant une chanson nazie. C'est une vieille chanson folklorique, qu'on a utilisée pour marquer un contraste avec la chanson heavy qui suivait. On l'a prise parce qu'elle n'avait pas de paroles. […] Personne en Allemagne n'a entendu parler de ça, ni en Angleterre, ni aux États-Unis. On a en entendu parler, surtout, ici en France. On ne pouvait pas le savoir, elle n'a jamais eu pour vocation d'être militaire ou nazie. C'est seulement une chanson folklorique. »

Ces accusations s'avèrent d'autant plus infondées que le groupe a toujours professé, dans leurs chansons, des opinions antinazies, antiracistes (Stone Evil, Prejudices, Objection Overruled) et antimilitaristes (Wargames, Man Enough to Cry, Walking in the Shadow, Stand Tight). À ce sujet, le magazine Enfer Magazine, en 1986, prend la défense du groupe face aux accusations : « Certains esprits chagrins ont cru déceler sous le heavy d'Accept, les oripeaux hideux d'un renouveau nazi. Désolé de les contrarier, mais tout ce qui précède le montre avec suffisamment d'éloquence : ils se fourrent le doigt dans l'œil [le magazine citait en détail le contenu et la thématique antimilitaristes et humanistes des chansons de l'album Russian Roulette. Il serait temps d'évacuer une bonne fois pour toutes, les relents pestilentiels d'une germanophobie rétrograde. »
Dans le contexte de certains faits divers liés à des groupuscules néonazis dans les années 1990, Hoffmann remarquait également :

« Il y a ce problème de skinheads en Allemagne : ces gens qui agressent les étrangers et nous font une bien mauvaise réputation dans les autres pays. Cette réputation déteint sur les groupes allemands, y compris ceux de heavy metal, car certaines personnes font l'amalgame entre ces mouvements fascistes et ce genre de musique. Les gens se sentent très concernés par ce phénomène et nous aussi, par la même occasion. Je me souviens de cette controverse avec l'intro de Fast as a Shark pour laquelle nous avons été mal compris. Nous ne la jouons plus et gardons les yeux grands ouverts afin de ne pas répéter une erreur similaire et éviter que notre démarche puisse être mal interprétée. Nous nous sentons concernés par la situation, mais elle ne nous effraie pas. Je pense qu'il est bénéfique que tout le monde soit alerté car cela permet de traiter le mal par la racine. […] Nous sommes prêts à mener campagne et user de notre influence, à faire une déclaration claire contre ces agressions envers les étrangers. Nous avons beaucoup voyagé, été dans la position d'« étrangers » dans les pays que nous visitions et nous avons toujours été bien reçus. Nous souhaitons qu'il en soit de même dans notre pays. »

Mais malgré les nombreuses clarifications et la thématique antinazie et antimilitariste de certaines chansons du groupe, ces accusations les ont poursuivis jusque dans les années 1990 - Bon nombre de chroniqueurs français successifs ne tenant pas compte des clarifications antérieures du groupe, ni du contenu des paroles des chansons. Par exemple, le magazine Hard N' Heavy renouvela longuement les mêmes reproches au cours de sa rubrique "interview/procès : "And justice for all" consacrée au groupe en 1996 et le journal Hardforce dans un dossier sur les dérives du metal en 1999, cite à nouveau Accept parmi les groupes nazis et prend à titre de preuve à charge le 45 tours de Fast as A Shark.

En 1999, Wolf Hoffmann revient encore une fois sur la question, sur son site web personnel, exprimant son sentiment d'impuissance vis-à-vis de ces accusations qui reviennent sans cesse, et ce malgré les nombreuses clarifications du groupe : 

« À propos de toute cette histoire de nazis qui auraient utilisé cette chanson en France et en Pologne. Qu'ils l'aient fait ou non, ou que cela ait été utilisé dans les films après, tout ce que je peux vous dire c'est que je n'en sais vraiment rien. Mais je sais que pour beaucoup de gens cela a été pris comme une chanson typiquement nazie. Ce qui nous a valu de nombreuses controverses à l'époque. De ce qui n'était à la base qu'une petite idée marrante, on en a fait une espèce de monstre. J'ai du l'expliquer des milliers de fois dans les interviews, mais un truc comme cela c'est comme se battre contre des moulins à vent, ça revient continuellement (et d'ailleurs je suis encore en train d'en parler !). »

### Accusations de sympathies soviétiques

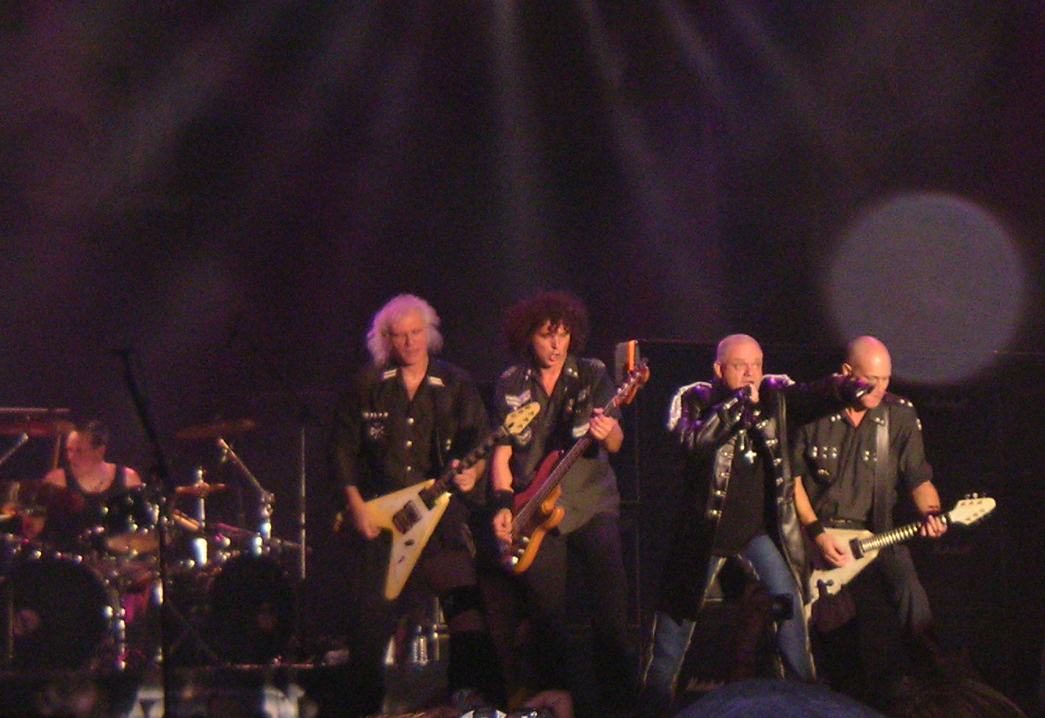
Accept lors des festivals de 2005.

L'album Russian Roulette soulève aussi certaines controverses. Kaufmann expliquait qu'à la sortie de l'album, le groupe a connu des problèmes de tournée aux États-Unis, parce que l'album était vu comme de la propagande pro-russe. La pochette de Russian Roulette fait d'ailleurs l'objet de censure aux États-Unis, avec un sticker insinuant que l'album faisait la promotion implicite du régime communiste de l'URSS, invitant les auditeurs à être prudents et à ne pas prendre leurs textes à la lettre. Le documentaire Metal Blast From The Past évoquait à ce propos que le groupe avait été l'un des premiers dans l'histoire à faire l'objet d'un sticker Parental advisory. La chronique du Metal Observer en fait également écho : 

« Russian Roulette fut l'un des tout premiers LP à être béni des premiers stickers « Warning » aux États-Unis, grâce aux troupes de Tipper Gore. »

Les textes de l'album n'abordent pourtant aucunement de sujets traitant du communisme ou du régime soviétique. Ils sont principalement centrés sur le thème de la guerre, et de l'insignifiance des individus engagés, pris comme des pions, au regard des pouvoirs. Le titre Russian Roulette en est une métaphore, comme l'expliquait le guitariste : « C'est un peu le résumé de tout ce que nous voulons exprimer sur l'album. Si tu envoies tes enfants à la guerre, cela revient à les soumettre à la roulette russe. C'est un jeu, mais un jeu mortel. »
L'album connaît les mêmes problèmes dans les pays de l'est, où il était, au contraire, vu comme de la propagande anti-russe. La pochette montre les membres du groupe habillés en anciens militaires russes se prêtant au jeu de la roulette russe - Kaufmann tendant le pistolet à Dirskchneider. Eu égard aux controverses et aux malentendus qu'avait connus le groupe par le passé, le journal Enfer Magazine s'interrogeait justement sur la portée de leur pochette : « Ne pensez vous pas que la pochette de Russian Roulette soit un peu trop provocante ? » Hoffmann confirmera l'attitude : « C'est vrai, c'est une provocation. Mais il faut provoquer les gens pour qu'ils réalisent la gravité de certains problèmes. »

### Controverses autour de thématiques homosexuelles
Le groupe a été également attaqué pour la thématique de l'album Balls to the Wall que certains jugeaient centré sur l'homosexualité. Ces attaques sont dues notamment à la chanson Love Child qui traite des problèmes d'identification d'un homosexuel dans la société, mais aussi à cause de l'imagerie provocatrice et ambiguë de la couverture et des photos de session. Par effet de boule de neige, cela a favorisé l'interprétation d'autres chansons de l'album (comme London Leather Boys, Head Over Heels et Turn Me On) sous l'angle d'une thématique homo-érotique. Ces chansons n'auraient pourtant rien à voir avec le sujet, d'après les dires de Deaffy, la parolière. London Leather Boys, au niveau le plus littéral, parle du mode de vie de bikers marginaux et Turn Me On ferait référence à une anecdote concernant l'un de leurs Roadies. Hoffmann dément, pour sa part, que les textes de London Leather Boys aient un rapport avec la thématique gay. Toutefois Stefan Kaufmann, dans une interview à Enfer Magazine (1983), confirmait, au contraire, que la chanson traitait bien du thème. En revanche dans d'autres interviews, Kaufmann décrit lui aussi le morceau comme une chanson sur les bikers. Il commente d'ailleurs la controverse à propos de cet album en ces termes :

« J'ai été surpris par beaucoup de choses. […] D'abord, Balls to The Wall fut qualifié de premier album de gay metal, puis il fut dit que cela parlait du mur de Berlin, et personne n'a pris la peine de lire les paroles. Cela parlait des minorités, c'est tout. Par exemple, London Leather Boys parlait de punks ou de bikers ou quelque chose du genre (Udo parle de bikers), profitant de la vie. Ce sont des gens normaux, c'est juste qu'ils ont l'air différents et qu'ils se comportent de façon différente. Mais ce sont des gens normaux, juste une autre minorité. Et Love Child est centré sur les gays, c'est vrai, mais c'était principalement pour parler de la façon dont les gens sont opprimés. »

 Wolf Hoffmann commente également l'affaire, et répond aux interviewers qui lui posaient la question   : 

« Vous, les Américains, êtes tellement coincés à ce sujet. En Europe, ça n'a jamais eu d'importance… On voulait juste être un peu polémiques et différents en touchant à ces sujets sensibles, parce que ça nous faisait de la pub, et en vérité ça a fabuleusement bien marché, vous savez. Et puis, on souhaitait avoir des textes qui aillent un peu au-delà des niaiseries habituelles du type Cherry Pie. »

Il explique que le concept était une idée de sa femme Deaffy (alias Gaby Hoffmann) qui visait principalement à une légère provocation en tapant dans les tabous. La parolière dément elle aussi les allégations concernant les soi-disant orientations homosexuelles du groupe. En revanche, elle a toujours clamé se positionner contre toute discrimination des minorités, y compris l'homophobie. 

« J'ai toujours été très rebelle et en aucun cas je n'aurais écrit quelque chose de « normal » ! Jamais ! La question de l'orientation sexuelle à propos du contexte de certains textes n'est que spéculation et pure interprétation de gens extérieurs. Ce groupe en tant qu'individus a si peu à voir avec les controverses et absolument rien en particulier avec quoi que ce soit d'autre que d'être vraiment hétéro. Tout ce que je peux dire, c’est que les paroles ont un sens plus profond et cela me surprend que le public ait si peu cherché à aller au-delà d’une seule interprétation. Cependant, cela aura valu au groupe d’être le tout premier à s’engager dans de telles controverses. Bon nombre de groupes célèbres précisent qu’Accept a été très innovant et fut une source d’inspiration de par leur hardiesse à aborder ces problèmes de la vie quotidienne ; des questions de justice à celles de l’euthanasie, etc.). »

Stefan Kaufmann va dans le même sens que Deaffy au niveau de son positionnement contre l'homophobie. Dans une interview à Enfer Magazine en 1983, il remarquait à propos de cette thématique de l'homosexualité qu'ils avaient abordée : 

« C'est un phénomène qu'il faut prendre en considération car il existe à une grande échelle et il faut démystifier. En fait c'est un phénomène de société qu'il est nécessaire de prendre comme tel. Pendant longtemps les homosexuels ont été considérés comme des fous et des malades. Or il est temps de respecter ces gens là, d'ouvrir nos esprits qui sont souvent obtus. »

Pour Martin Popoff, ce positionnement gay-friendly avait de quoi surprendre dans le contexte du metal de l'époque encore fortement dominé par une ambiance ultra-masculiniste.

## Membres

### Formation actuelle (depuis 2019)
Le groupe fonctionne désormais avec trois guitares
- Mark Tornillo – chant
- Wolf Hoffmann – guitare
- Uwe Lulis – guitare
- Philip Shouse –  guitare (troisième guitariste de la formation) (absent de la tournée de 2024 mais reste membre permanent)
- Martin Motkin – Basse
- Christopher Williams – batterie

#### Remplacement temporaire
- Daniel Silvestri –  Basse (pour les concerts de la croisière 7000 tons of metal en janvier 2019)

### Formation de 2014 à 2018
- Mark Tornillo – chant
- Wolf Hoffmann – guitare
- Peter Baltes – basse
- Uwe Lulis – guitare
- Christopher Williams – batterie

### Troisième reformation (2009–2014)
- Mark Tornillo – chant
- Wolf Hoffmann – guitare
- Herman Frank – guitare
- Peter Baltes – basse
- Stefan Schwarzmann – batterie

### Deuxième reformation (2004–2005)
- Udo Dirkschneider – chant
- Wolf Hoffmann – guitare
- Herman Frank – guitare
- Peter Baltes – basse
- Stefan Schwarzmann – batterie (2005)

### Première reformation (1992–1996)
- Udo Dirkschneider – chant
- Wolf Hoffmann – guitare
- Arjen Anthony Lucassen - guitare (1993)
- Peter Baltes – basse
- Stefan Kaufmann – batterie (1992–1994)
- Stefan Schwarzmann – batterie (1994–1995)
- Michael Cartellone – batterie (1995–1996)

### Deuxième formation (1988–1989)
- David Reece – chant
- Wolf Hoffmann – guitare
- Jim Stacey - guitare
- Peter Baltes – basse
- Stefan Kaufmann – batterie

### Formation originelle (1979–1987)
- Udo Dirkschneider – chant (1971–1987, 1993–1997, 2005)
- Mark Kelser - chant (1983)
- Wolf Hoffmann – guitare
- Jörg Fischer – guitare (1979–1981, 1983–1987)
- Jan Koemmet – guitare (1981–1982)
- Herman Frank – guitare (1982–1983)
- Peter Baltes – basse (1977- aujourd'hui)
- Stefan Kaufmann – batterie

### Formation pré-classique (1977-1979)
- Udo Dirkschneider – chant (1971–1987, 1993–1997, 2005)
- Wolf Hoffmann – guitare (1976-aujourd'hui)
- Gerard Wahl - guitare (1973-1978)
- Peter Baltes – basse (1977- 2018)
- Frank Friedrich – batterie (1973 - 1979)

### Formation pré-classique (1975-1977)
- Udo Dirkschneider – chant (1971–1987, 1993–1997, 2005)
- Hansi Heitzer - guitare (?-1976)
- Gerard Wahl - guitare (?-1978)
- Wolf Hoffmann – guitare (1976-aujourd'hui)
- Dieter Rubach - basse (1971- 1977)
- Frank Friedrich – batterie (1972- 1979)

### Ancien membres
- Rob Armitage - chant (1987-1988)
- Michael White - chant (1988)
- David Reece – chant (1988-1989)
- Michael Wagener - guitare (1968-1971)
- Jan Koemmet – guitare (1971, 1972-1975)
- Hansi Heitzer - guitare (1972-1975)
- Gerhard Wahl - guitare (1972-1977)
- Jorg Fischer – guitare (1978–1981, 1984–1987)
- Jim Stacey – guitare (1989)
- Dieter Rubach - basse (1971–1976)
- Birke Hoe - batterie (1968-1971)
- Frank Friedrich – batterie (1972-1979)
- Ken Mary - batterie (1989)

## Discographie
- 1979 : Accept
- 1980 : I'm a Rebel
- 1981 : Breaker
- 1982 : Restless and Wild
- 1984 : Balls to the Wall
- 1985 : Metal Heart
- 1986 : Russian Roulette
- 1989 : Eat the Heat
- 1993 : Objection Overruled
- 1994 : Death Row
- 1996 : Predator
- 2010 : Blood of the Nations
- 2012 : Stalingrad
- 2014 : Blind Rage[56]
- 2017 : The Rise of Chaos
- 2021 : Too Mean to die
- 2024 : Humanoid

## Culture populaire
La chanson Fast as a Shark fait partie de :
- la bande originale du film d'horreur italien Démons[95].
- la bande originale d'un épisode du sitcom suédois Hjälp!
- la bande originale du jeu Brütal Legend[96].

La chanson Balls to the Wall est reprise dans :
- la bande originale d'un épisode de Beavis et Butt-Head.
- la bande originale du film The Wrestler avec Mickey Rourke.
- la bande originale du film du même nom de Penelope Spheeris à sortir en 2011.
- la bande originale des jeux Guitar Hero: Rocks the 80s sur PS2 et Grand Theft Auto: Vice City Stories.

De plus, la chanson fait partie du classement des 40 meilleures chansons de Metal selon VH1 (à la trente-huitième place).

### Ouvrages
- (en) Martin Popoff, Metal Heart - Aiming High with Accept, Power Chord Press, 2016  (Livre entièrement consacré au groupe).
- Hervé Picart, Jean-Yves Legras et Bertrand Alary, Hard & heavy- Les dieux du rock lourd, Jacques Grancher, 1985, 127 p. (Chapitre consacré au groupe).
- (en) Garry Sharpe-Young, Metal: The Definitive Guide, Jawbone Press, 2007, 495 p. (ISBN 978-1-906002-01-5)  (Chapitre consacré au groupe).
- (en) Daniel Bukszpan, The Encyclopedia of Heavy Metal, Barnes & Noble, 2003  (Chapitre consacré au groupe).
- (de) Dietmar Elflein, Schwermetallanalysen: Die musikalische Sprache des Heavy Metal, Transcript Verlag, 2010, 359 p. (ISBN 3-8376-1576-6)
- (en) Robert Walser, Running with the Devil: Power, Gender, and Madness in Heavy Metal Music, Wesleyan University Press, 1993 (ISBN 0-8195-6260-2)  (passage consacré au groupe).
- (en) Essi Berelian, The Rough Guide to Heavy Metal, Rough Guides, 2005 (ISBN 1843534150)  (Entrée consacrée au groupe, p. 2-3)(Entrée consacrée au groupe).
- (en) Martin Popoff, The Top 500 Heavy Metal Songs of all Time, ECW Press, 2002 (ISBN 1843534150)  (Entrée consacrée à la chanson Balls To the Wall, p. 28-29)
- (en) Taylor Carlson, Steelcyclopedia - The Titans of Hard Rock, lulu.com, 2014 (ISBN 978-1304800763) , p. 11-13)
- Julien Deléglise, Chocs électriques et sensations soniques, Camion Blanc, 2016 (ISBN 2357797622) , (Entrée consacrée à l'album Restless and Wild)
- Jérôme Alberola, Anthologie du Hard Rock : De bruit, de fureur et de larmes, Camion Blanc, 2008 (ISBN 978-2357790001) , (Entrée consacrée à l'album Metal Heart)

### Articles
- (en) Howard Johnson, « Teutonik Attak - Accept : No substitue », Kerrang, no 32,‎ 30 décembre 1982, p. 29-30.
- Jean-Claude Weitzmann, « Accept, acceptés par tous », Enfer Magazine, no 1,‎ avril 1983, p. 10. .
- Philippe Touchard, « Interview avec Wolf Hoffmann et Herman Franck », Enfer Magazine, no 2,‎ mai 1983, p. 17-22..
- Jean-François Bouquet, « Matraque au poing: Accept parle de son nouvel album », Metal Attack,‎ octobre 1983. .
- Philippe Touchard, « Interview avec Stefan Kaufmann », Enfer Magazine, no 7,‎ 1983, p. 9. .
- Andreas Kraatz, « Ils sont passés par l'Amérique, ils repasseront par l'Angleterre », Enfer Magazine, no 15,‎ juillet-août 1984. .
- Gaz Sharpe, « Backs to the Wall - Gambler Gaz Sharpe talks to Accept Bassist Peter Baltes », Metal Forces, no 18,‎ 1986, p. 5-6.
- Mad Scott, « Accept, le sceptre, pas les spectres », Enfer magazine, no 35,‎ avril 1986, p. 7-14..
- Jean-Pierre Sabouret, « Accept, Coup d'état », Hard Rock Magazine, no 20,‎ avril 1986, p. 34-39..
- J.D Bernard, « Chronique de Russian Roulette », Hard Rock Magazine, no 20,‎ avril 1986, p. 47. .
- Durieux Arnaud, « Accept », Hardforce, no 27,‎ mai-juin 1989, p. 25-26. .
- Article Anonyme (probablement Louis Bourgade), « Accept, No Substitute (interview avec les quatre membres du groupe) », MetalHammer, no 42,‎ juillet 1992, p. 76-79..
- Pipa Lang, « Accept, Amamos La Vida (interview avec Peter Baltes et Udo Dirkschneider) », MetalHammer, no 47,‎ février 1993, p. 76-79..
- Faure Laurence, « Objection Overruled (Chronique) », Hard Rock Magazine, no 99,‎ février 1993, p. 90 .
- Dumatray Henry, « Accept », Hardforce, no 9,‎ mars 1993, p. 30-31 .
- Dominique Dujean, « Accept- Retour teuton », Hard rock magazine, no 100,‎ mars 1993, p. 56-57
- Louis Bourgade, « And justice For All: Accept (interview "procès" avec Udo Dirkschneider) et chronique du disque », Hard n'Heavy, no 22,‎ février 1996, p. 24-27 .
- Louis Bourgade, « Chronique du disque Predator », Hard n'Heavy, no 22,‎ février 1996, p. 72 .̈
- Dumatray Henry, « Predator (rubrique "Dischronics") », Hardforce, no 9,‎ mars 1996, p. 72.
- Louis Bourgade, « Udo, Solid as A Rock », Hard n'Heavy, no 34,‎ mai 1997, p. 65.̈
- Sebastien Baert, « Accept par Udo », Hard Rock Magazine, no 31,‎ février 1998, p. 56-59 .̈
- François Blanc, « Accept- Retour en Force », Rock Hard (édition française), no 101,‎ 30 juillet 2010, p. 38-41
- François Blanc, « Toute première fois... (interview avec Wolf Hoffmann) », Rockhard, no 107,‎ février 2011, p. 14 .
- François Blanc, « Toute première fois... (interview avec Udo Dirkschneider) », Rockhard, no 111,‎ juin 2011, p. 43 .

### Travaux universitaires
- (en) Aaron VanValkenburg, Musical Process and the Structuring of Riffs in Metallica - Mémoire de Master, soutenance sous la présidence de Timothy R. McKinney, Waco, Texas, Baylor University, 2010
- (en) Dietmar Elflein, « Slaying The Pulse », actes du colloque interdisciplinaire « Heavy Fundamentalism » du 4 novembre 2008, à Salzbourg, Autriche,‎ 2008 (lire en ligne) [PDF]
- (en) Esa Lilja, Characteristics of Heavy Metal Chord Structures - Their Acoustic and Modal Construction, and Relation to Modal and Tonal Context - Licentiate thesis en musicologie (équivalent finlandais du Master 2 ou du DEA en France), Université de Helsinki, Finlande, 2004
- (en) Esa Lilja, Theory and Analysis of Classic Heavy Metal Harmony - Thèse de doctorat en musicologie sous la direction de Eero Tarasti et Alfonso Padilla, à l'université de Helsinki, Finlande, 2009, 229 p. (ISBN 9789525363357)

## Mediagraphie
: document utilisé comme source pour la rédaction de cet article.

### Documents vidéos et télévisuels
- (en) Headbangers Balls, On tour in Germany, MTV, décembre 1992 : reportage consacré à Accept à l'occasion de la soirée au Hard Rock Café de Berlin en 1992, célébrant en avant-première la sortie de l'album Objection Overruled. L'émission est présentée par Vanessa Warwick (diffusée en janvier 1993)
- (en) Metal Blast From The Past, 2003 : DVD officiel du groupe reprenant la vidéo de Staying A Life en y ajoutant plusieurs suppléments. Le DVD retrace l'historique du groupe dans les années 1980 et propose quelques reportages concernant la période des années 1990.
- (en) Blabbermouth Exclusive Accept 2009 in the Studio, 2009 [présentation en ligne] : Reportage exclusif du site Blabbermouth lors de l'enregistrement de Blood of the Nations

### Sources Internet
- « Biographie d'Accept (archives) », sur ACCEPT Worldwide.com (via archive.org), 2010 (version du 13 mai 2010 sur Internet Archive).
- « Ancien site de Wolf Hoffmann (archives) », sur Wolfhoffmann.com (via archive.org), 1999 (version du 7 février 2003 sur Internet Archive)-dernière mise à jour (février 2003) avant sa refonte
- Greg du Site ProgPower.com, « Teaser Interview – Accept », sur Progpower.com (via archive.org), 2010 (version du 2 septembre 2010 sur Internet Archive)
- Gaby Hoffmann, « Accept History » (version du 27 décembre 2008 sur Internet Archive).[PDF]
- Marko Syrjl (transcription Blake Wolfe), « Interview with Wolf Hoffmann by Marko Syrjl », sur Metal-Archives, 2005 (consulté en août 2011).
- Ali The Metallian, « Interview avec Wolf Hoffmann », sur Metallian.com, 2002 (consulté le 23 octobre 2011).
- Emile Luthringer, « Accept "Notre style ne changera jamais" - Interview avec Wolf Hoffmann », sur Lalsace.fr, 2015 (consulté le 18 août 2015).